# Partido Socialista Italiano
El Partido Socialista Italiano (en italiano: Partito Socialista Italiano, PSI) fue un partido político italiano de izquierda y la primera formación organizada de la izquierda de Italia, además de haber representado también el prototipo de partido de masas. Durante su fundación en 1892 en Génova, en la sala de la asociación garibaldina Carabineros Genoveses, adoptó el nombre de Partido de los Trabajadores Italianos. Posteriormente, en Reggio Emilia en 1893, cambió su denominación por la de Partido Socialista de los Trabajadores Italianos, mientras en el congreso de Parma de 1895 asumió el nombre definitivo de Partido Socialista Italiano.
Durante el régimen fascista (en particular tras la prohibición de todos los partidos excepto del Partido Nacional Fascista) continuó su actividad en la clandestinidad mientras la dirección del partido en el exilio en Francia intentaba mantener los contactos con los núcleos clandestinos y de influir en la vida política italiana, denunciando a la opinión pública europea y estadounidense los crímenes del régimen. Participó en la guerra civil española con sus propios militantes en el Batallón Garibaldi y durante la Segunda Guerra Mundial colaboró con el movimiento partisano en la Francia ocupada por los nazis. En Italia, tras la caída del fascismo el 25 de julio de 1943, participó en el movimiento de Resistencia, formando parte de los Comités de Liberación Nacional central y locales y organizando sus propias brigadas partisanas, denominadas Brigadas Matteotti. Tras la fusión con el Movimiento de Unidad Proletaria efectuada en agosto de 1943 asumió el nombre de Partido Socialista Italiano de Unidad Proletaria, para retornar más tarde al nombre precedente en 1947, tras la escisión socialdemócrata del Palacio Barberini, en la cual tuvo sus orígenes el Partido Socialista Democrático Italiano. En las elecciones generales de 1948 el PSI decidió presentar una lista común con el Partido Comunista Italiano, constituyendo el Frente Democrático Popular, que finalizó en segunda posición y terminó derrotado por la Democracia Cristiana. No obstante este hecho y la fallida elección de muchos parlamentarios socialistas en las listas frentistas, el partido mantuvo la alianza con los comunistas aún durante toda la década de los 50 del siglo XX.
A inicios de los años sesenta, también tras la apertura promovida por los líderes democristianos como Amintore Fanfani y Aldo Moro, se abrió una senda de confluencia programática entre centristas y socialistas que condujo al nacimiento de los primeros gobiernos de centro-izquierda. En polémica con esta decisión de la mayoría del PSI de colaborar con la Democracia Cristiana en 1964 la izquierda más radical y ortodoxa del partido se destacó por formar una nueva formación política que desempolvó el nombre de Partido Socialista Italiano de Unidad Proletaria. En 1966 el PSI y el PSDI decidieron reunificarse en el PSI-PSDI Unificados, también conocido con la denominación de Partido Socialista Unificado. A causa del mal resultado conseguido en las elecciones generales de 1968 la unidad socialista duró menos de dos años y el 28 de octubre de 1968 el partido retomó la denominación de PSI mientras la mayor parte de la corriente socialdemócrata dio vida en julio de 1969 al Partido Socialista Unitario, que en febrero de 1971 se convirtió de nuevo en Partido Socialista Democrático Italiano.
La acción política del PSI estuvo basada en el momento de su fundación en una concepción del socialismo de tipo marxista clásico en fuerte polémica con republicanos y anarquistas. De una concepción inicialmente más ortodoxa y esquemática se pasó posteriormente a un revisionismo del marxismo con una fuerte corriente maximalista contrapuesta a una importante corriente reformista con fuerte presencia en el grupo parlamentario, en el sindicato CGdL y en el movimiento cooperativista y de las sociedades de mutuo socorro. En 1921, en el XVII Congreso de Livorno una parte de la corriente maximalista abandonó el partido dando vida al Partido Comunista de Italia en apoyo a la Revolución de Octubre. La cuestión de las relaciones con los comunistas distinguió todo el periodo de los años 30 a la segunda posguerra hasta los años sesenta, cuando el partido se acercó cada vez más a las posiciones de la socialdemocracia europea, sobre todo con las redefiniciones ideológicas consiguientes a la hegemonía de la línea autonomista tras la denuncia de los crímenes de Iósif Stalin durante el XX Congreso del PCUS y los hechos de Hungría de 1956. Esta evolución ideológica contribuyó en la arena política a la creación de una alianza entre el centro hegemonizado por la DC y la izquierda representada por el PSI, denominada centro-izquierda orgánico, que fue la base de muchos gobiernos de la llamada Primera República. Tras el fracaso de la reunificación con los socialdemócratas en 1968 y la entrada en crisis de la fórmula del centro-izquierda ante el nacimiento de la movilización estudiantil y el protagonismo obrero en las luchas de los años setenta, el PSI, con su secretario Francesco De Martino, elaboró en 1974 la estrategia de la alternativa de izquierda que debía enviar a la oposición a la DC y llevar al gobierno a la izquierda unida. Tal estrategia entró en colisión con la del Compromiso Histórico lanzada por el secretario del Partido Comunista Italiano, Enrico Berlinguer, al día siguiente del golpe de Chile de 1973. 
A partir de los años setenta se afirmó en el partido una nueva posición ideológica dirigida a redescubrir la tradición socialista no marxista y no bolchevique, culminada con el nombramiento de Bettino Craxi como secretario en 1976. Tras este giro ideológico fue gradualmente modificado el símbolo del PSI, sustituyendo la hoz y martillo por la imagen decimonónica del clavel rojo. Posteriormente a la caída del comunismo en los países del Este europeo en 1989 fue modificada la propia denominación del partido, que pasó a llamarse Unidad Socialista-PSI, alentando con ello la reunificación entre los socialistas y la corriente reformista del ex-PCI. Tras la crisis de los partidos tradicionales consiguiente al llamado Tangentopoli que golpeó duramente al PSI tanto desde el punto de vista político-electoral como financiero, el partido fue puesto en liquidación en 1994, determinando la diáspora socialista con el nacimiento de varias formaciones políticas, divididas en torno a la adhesión a las coaliciones de centro-derecha o centro-izquierda, según el nuevo sistema bipolar de la llamada Segunda República, favorecido por la introducción de la nueva ley electoral mayoritaria del Matarellum. 
Entre 1994 y 2009 se han sucedido en el ámbito del centro-izquierda los Socialistas Italianos y desde 1998 los Socialistas Democráticos Italianos, que en 2005 dieron vida junto a los radicales, a la lista, e hipotético futuro partido, de la Rosa en el Puño. En 2007 los SDI promovieron junto a otras fuerzas políticas en cierto sentido relacionadas con la historia del socialismo italiano y europeo la Constituyente Socialista, que dio vida al renovado Partido Socialista, que en 2009 retomó la denominación originaria de Partido Socialista Italiano, otorgado junto a la propiedad de los viejos símbolos del partido por parte del último liquidador del PSI.

## Historia

### Orígenes del movimiento socialista en Italia

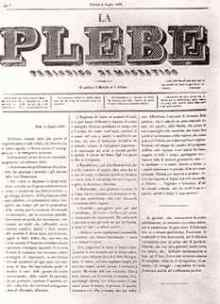
El periódico socialista La Plebe.

El crecimiento del movimiento obrero se desarrolló en Italia hacia finales del siglo XIX. Las primeras organizaciones de trabajadores fueron las sociedades de mutuo socorro y las cooperativas, con fines solidarios de tradición mazziniana. La presencia en Italia del referente anarquista Mijaíl Bakunin entre 1864 y 1867 dio impulso al nacimiento de las primeras organizaciones socialistas-anarquistas, aunque abiertas también a instancias más genéricamente democráticas y autonomistas. En 1872, en la Conferencia de Rimini, fue constituida la Federación Italiana de la Asociación Internacional de Trabajadores, de inspiración bakuninista. El episodio de iniciativa anarco-socialista más destacado fue el fallido intenta de un grupo de anarquistas encabezados por Errico Malatesta en 1877 de promover la sublevación de los campesinos del Matese.

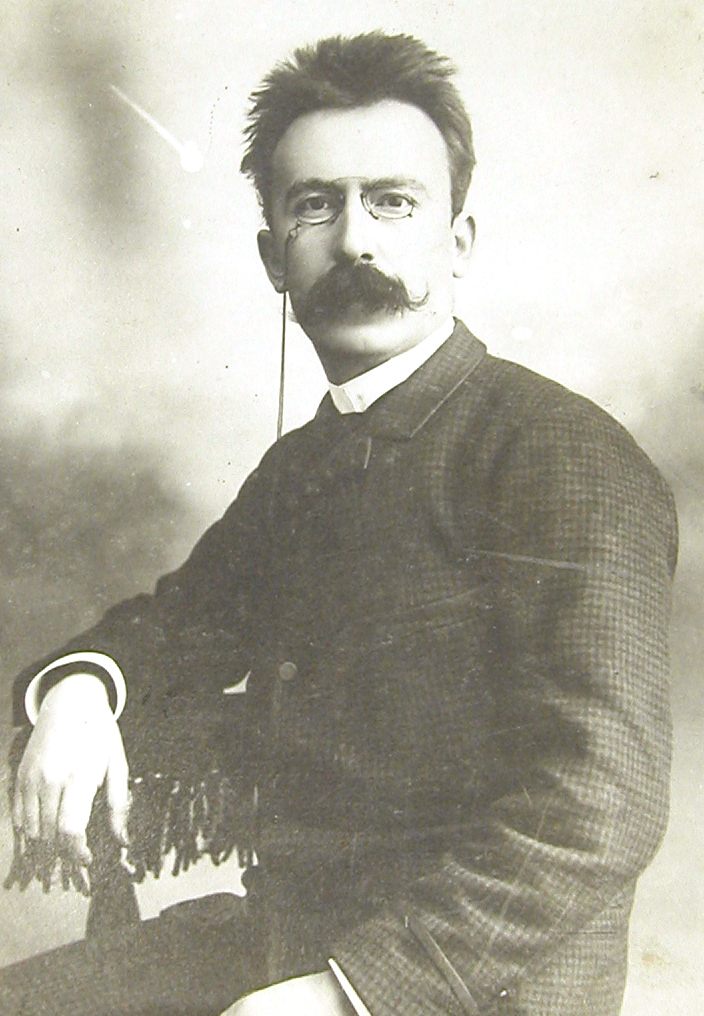
Andrea Costa, primer diputado socialista de la historia de Italia.

El alma más moderada, guiada por el romañolo Andrea Costa (que de una inicial adhesión al anarquismo había pasado progresivamente al socialismo evolucionista), sostenía en su lugar la necesidad de canalizar las energías revolucionarias en una organización partidaria dispuesta a competir en las elecciones. Entre los más convencidos partidarios de esta línea se encontraban Enrico Bignami y Osvaldo Gnocchi-Viani, fundadores en 1876 de la Federación de la Alta Italia de la Asociación Internacional de Trabajadores y en 1882 del Partido Obrero Italiano junto a la revista La Plebe (de Lodi), a la cual posteriormente se sumaron otras publicaciones.
En 1879 Costa, salido de prisión, se trasladó a Lugano, en Suiza. Allí escribió la carta titulada «A mis amigos de la Romaña», en la cual indicaba la necesidad de un giro táctico del socialismo, que debía pasar de la «de la propaganda por medio de los hechos» a un trabajo de difusión de los principios que obtendría resultados inmediatos, pero valdría la pena a medio plazo. La carta fue publicada en el número 30 del 3 de agosto de 1879 de La Plebe.
Su toma de posición determinó en el movimiento socialista italiano una primera separación de los socialistas respecto a los anarquistas. En 1881 Costa organizó el Partido Socialista Revolucionario de la Romaña, que sostenía, entre otras posiciones, la lucha de los trabajadores, la agitación por reformas económicas y políticas y la participación en las elecciones municipales y generales.
El partido de Costa encontró grandes dificultades, pero gracias a la ampliación del derecho al voto sancionada en la nueva ley electoral de 1882 tuvo éxito en ser elegido diputado en las elecciones generales de 1882, convirtiéndose en el primer diputado socialista de la historia de Italia. También se presentó a los comicios el Partido Obrero Italiano de Costantino Lazzari y Giuseppe Croce, pero sin éxito.
Mientras tanto el movimiento obrero se organizaba en formas más complejas como las Federaciones profesionales, Cámaras del Trabajo, etc. Las cámaras se transformaron en organizaciones autónomas y se convirtieron en el punto de agregación a nivel ciudadano de todos los trabajadores.

### Del nacimiento a la Primera Guerra Mundial

#### Fundación del Partido de los Trabajadores Italianos

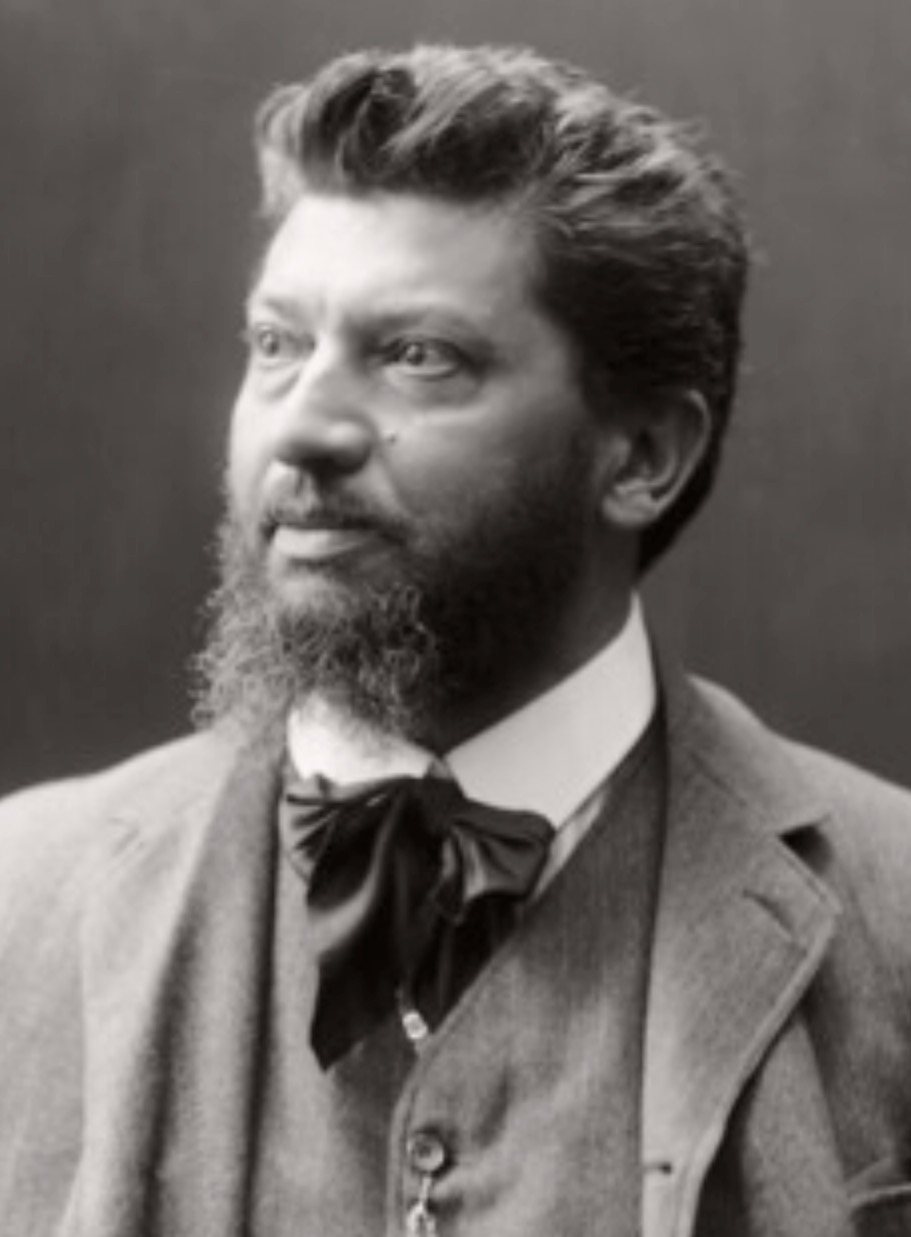
Filippo Turati, histórico dirigente socialista italiano.

Sobre estas bases en 1892 nació en Génova el Partido de los Trabajadores Italianos, que fusionó en su seno las experiencias del Partido Obrero Italiano (nacido en 1882 en Milán), la Liga Socialista Milanesa (de inspiración reformista, fundada en 1889 por iniciativa de Filippo Turati) y de muchas ligas y movimientos italianos fuertemente influidos por el socialismo de inspiración marxista.
La elección de Génova como ciudad en la cual desarrollar el congreso el 14 y 15 de agosto de 1892 se debió, entre otras cosas, a la presencia contemporánea de las conmemoraciones colombinas por el cuarto centenario del descubrimiento de América: de hecho los ferrocarriles habían concedido por tal ocasión descuentos en los billetes para la capital de la Liguria, lo que fue aprovechado por los asistentes al congreso (la mayor parte de los cuales provenía de las regiones del norte). La decisión generó fricciones con los representantes de la Confederación Obrera Genovesa local, inicialmente mantenidos fuera de la organización del evento y mediáticamente se reveló contraproducente, ya que en aquellos días los intereses de los periódicos y revistas estaban concentrados en los acontecimientos (competiciones de gimnasia y regatas) relacionados con la gran exposición colombina, que acabaron por oscurecer el congreso.
Al congreso se presentaron cerca de 400 delegados, representantes de intereses y posiciones no siempre alineadas entre sí. Los fundadores oficiales de la nueva formación política fueron Filippo Turati y Guido Albertelli. Otros promotores fueron Claudio Treves, Leonida Bissolati, Arcangelo Ghisleri y Enrico Ferri, que procedían de las experiencia del positivismo.
Turati y otros (Camillo Prampolini, Anna Kuliscioff, Rosario Garibaldi Bosco, entre otros) fueron a Génova el 13 de agosto y la tarde de aquel día se reunieron para debatir las propuestas a presentar en el congreso al día siguiente. Los representantes anarquistas, comentando en la época la naturaleza de este encuentro preparatorio, lo describieron como una reunión que tenía por objeto tomar decisiones contra la corriente anarquista. Las fricciones entre las dos almas prosiguieron los días sucesivos en la sala Sivori, designada como sede del congreso, con la solicitud de la parte anarquista (Pellaco, Galleani y Gori) de suspender los trabajos y la posición de Turati y Prampolini que en cambio solicitaron y auspiciaron una neta separación entre las dos corrientes del movimiento. Turati decidió por tanto reunir a los congresistas que estaban de acuerdo con su línea ya nunca más en la sala Sivori, sino en la sede de la asociación garibaldina Carabineros Genoveses.

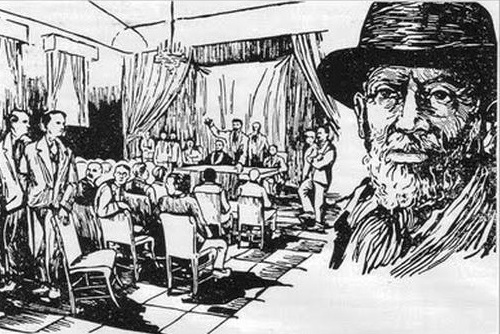
Sala Sivori de Génova durante la celebración del congreso fundacional del PSI, 1892 y retrato de Turati.

El 15 de agosto se celebraron por tanto dos encuentros, el de los partidarios de la línea de Turati (cerca de dos tercios de los representantes invitados a Génova), que tras algunas tentativas infructuosas de mediación entre las dos corrientes llevadas a cabo por Andrea Costa fundaron el Partido de los Trabajadores Italianos; y el de la sala Sivori, donde el ala anarquista y obrerista (unos 80 delegados) dieron vida a un partido homónimo, cuya existencia terminó de hecho con el final del congreso. Fue elegido secretario del recién constituido partido Carlo Dell’Avalle, fundador en 1882 de la Sociedad Genio e Lavoro, que reunía a las principales organizaciones obreras milanesas, entre las cuales se encontraban las de ferroviarios y trabajadores de la Pirelli.
En el II Congreso de Reggio Emilia de 1893 el partido adquirió autonomía y un nombre oficial como Partido Socialista de los Trabajadores Italianos, englobando también al Partido Socialista Revolucionario Italiano de Andrea Costa. Fue confirmado como secretario Carlo Dell’Avalle. El histórico acontecimiento fue documentado por el fotógrafo Gildaldo Bassi, el mismo militante y amigo de Prampolini y Costa.
En octubre de 1894 el partido fue disuelto por decreto a causa de la represión crispina. El 13 de enero de 1895 se celebró en la clandestinidad el III Congreso en Parma, que decidió asumir la denominación definitiva de Partido Socialista Italiano. Fue elegido secretario Filippo Turati. Turati era heredero del radicalismo democrático y en 1885 se había unido a la revolucionaria rusa Anna Kuliscioff, anteriormente ligada sentimentalmente a Andrea Costa. Conocía las obras de Karl Marx y Friedrich Engels y estaba ligado a la socialdemocracia alemana y a las asociaciones obreras lombardas. Consideraba el socialismo no desde el punto de vista insurreccional, sino como un ideal que debía calar en situaciones históricas específicas. En las elecciones generales de 1895, como respuesta a la represión, fue creada una alianza democrático-socialista. Fueron elegidos al Parlamento 15 diputados socialistas, entre los cuales estaban Bissolati, Costa, Prampolini y Turati.

#### Nacimiento delAvanti!y motines populares de 1898

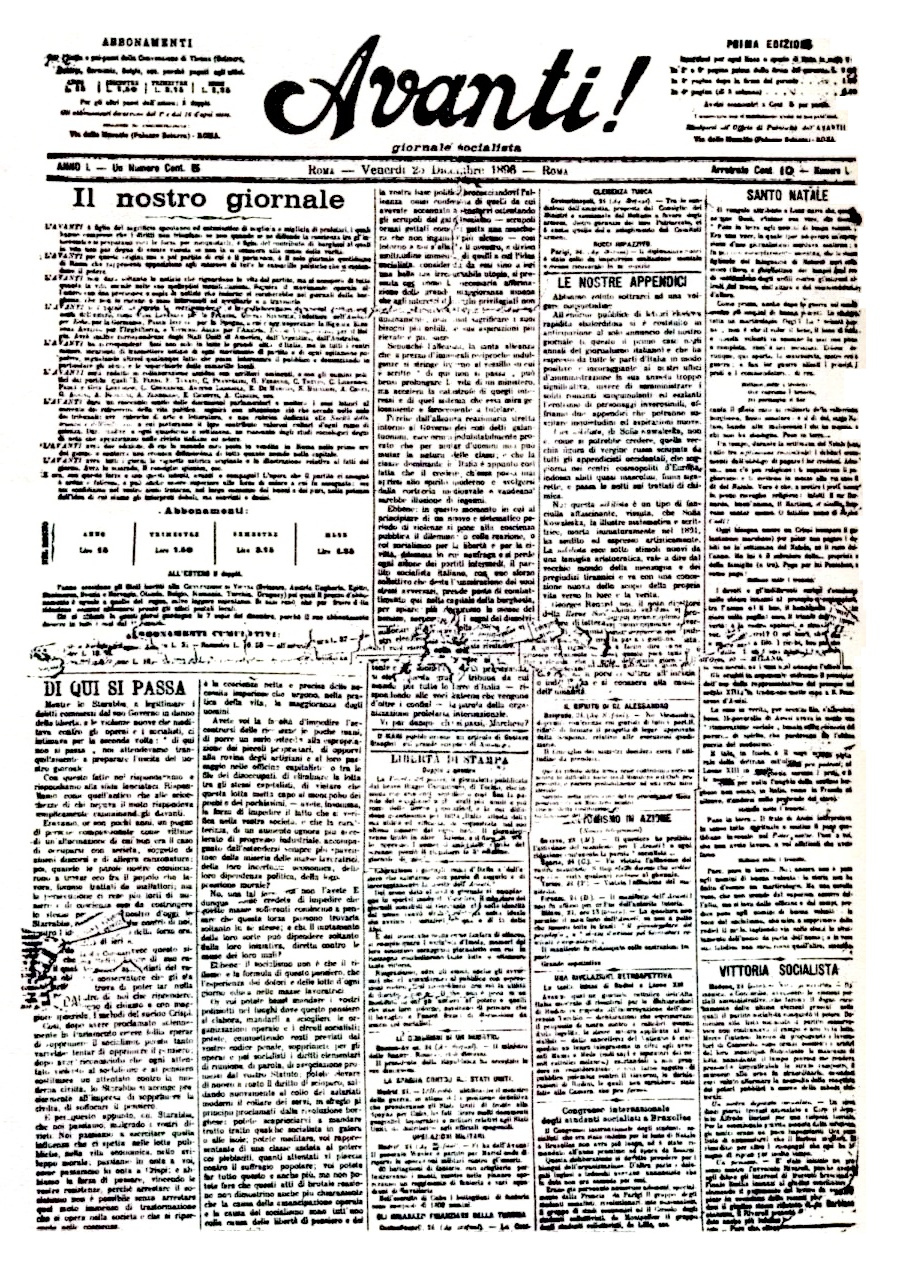
Primer número del Avanti!, 25 de diciembre de 1896.

El 25 de diciembre de 1896 vio la luz el primer número del periódico del partido, el Avanti!, que desempeñará una importante acción de unificación y propaganda de las posiciones del PSI sobre todo el territorio nacional. El periódico fue dirigido por Leonida Bissolati.
En 1898 el aumento del coste del grano y por tanto del pan, de 35 a 60 céntimos el quilo, a causa de las malas cosechas agrarias y en parte al aumento del coste de los cereales de importación debido a la Guerra hispano-estadounidense, provocó en casi toda Italia innumerables motines populares por el pan, el trabajo y contra los impuestos, en todos los casos reprimidos por el Gobierno. En enero, en las provincias de Módena y Bolonia, intervinieron unidades enteras de infantería y la policía detuvo a decenas de personas.
En Forlì los manifestantes sufrieron las cargas de la policía y la manifestación degeneró en tumulto; mientras, en Ancona y en Senigallia intervino un batallón de infantería enviado desde Pésaro. Ancona fue confiada al general Baldissera, el cual, asumiendo plenos poderes militares, ordenó arrestos de masas. El Gobierno de Rudinì llamó a las armas a 40.000 reservistas para emplearlos en la represión de las manifestaciones. Las huelgas y tumultos se contaron por decenas en Sicilia, la Campania y las Marcas.  El 3 de febrero Perugia fue puesta en estado de sitio. El 16 de febrero el Ejército intervino contra una manifestación en Palermo y las tropas dispararon contra los desempleados, mujeres y niños, con un balance de cinco muertos y veintiocho heridos. La ciudad, puesta en estado de sitio, fue ocupada por dos compañías de infantería. El 22 de febrero en Módica los carabineros causaron otros cinco muertos. En marzo Bassano fue puesta bajo control del Ejército real, mientras en la región de Bolonia eran disueltas las cooperativas y detenidos varios sindicalistas y trabajadores.
El pueblo se alzó en insurrección en las ciudades de Ferrara, Faenza, Pésaro y Nápoles. El 25 de abril el Ejército y las fuerzas del orden ocuparon Bari, puesta en estado de sitio, mientras desde el mar el crucero Etruria apuntaba sus cañones hacia la ciudad. Entre el 28 y el 30 de abril fueron reprimidas con dureza las manifestaciones en la Campania y Puglia. La agitación, no del todo contenidos por las medidas normales de seguridad pública, se extendieron como una mancha de aceite, implicando a Rímini, Rávena y Benevento, terminando por abarcar en poco tiempo gran parte de la península. El 2 de mayo fue declarado en Florencia el estado de sitio, al igual que en Nápoles dos días después. En los tumultos varios rebeldes fueron asesinados: el 1 de mayo en Molfetta se contaron cinco muertos y el 5 de mayo otros dos. De Bari acudió la infantería mientras también en Minervino y otras partes de la Puglia los brotes de protesta se encendían aquí y allá. La situación era crítica y el Gobierno encargó la región al general Pelloux.    A principios de mayo el Ejército abrió fuego en Bagnacavallo y se contaron seis muertos. En el mismo periodo cayeron dos manifestantes en Piacenza y uno en Figline Valdarno. El 5 de mayo, durante una asamblea pública delante del Ayuntamiento, los carabineros masacraron a cuatro manifestantes en Sesto Fiorentino. 
El 5 de mayo, en Pavía, mientras comenzaba a haber disturbios entre manifestantes y agentes, fue asesinado por las fuerzas del orden Muzio Musso, hijo del alcalde de Milán, que intentaba mediar para evitar tragedias. El 6 de mayo, en Milán, la policía detuvo a sindicalistas y obreros, que fueron liberados gracias a la intervención de Filippo Turati. Por la tarde, en respuesta al lanzamiento de piedras de un grupo de manifestantes, una compañía de soldados abrió fuego con un balance de tres muertos y numerosos heridos. La población milanesa reaccionó unánimemente y fue convocada una huelga general de protesta para el día 8 de mayo. Entretanto, la ciudadanía se reunía en masa, anegándose las calles principales de la ciudad. Entró en acción la caballería, cuyas cargas fueron sin embargo frustradas por las barricadas erigidas en las calles y las tejas lanzadas desde los tejados de las casas. En la tarde del 7 de mayo el Gobierno, utilizando como pretexto una posible tentativa revolucionaria de las manifestaciones, decretó el estado de sitio en Milán, otorgando plenos poderes al general Fiorenzo Bava Beccaris.  El 8 de mayo los cañones abrieron fuego contra la multitud y el Ejército recibió órdenes de disparar contra cualquier grupo de personas superior a tres. Fueron heridas centenares de personas y además de varios muertos se pudieron contar más de mil heridos más o menos graves. El número exacto de víctimas no fue nunca precisado, ya que según la policía cayeron al suelo muertos 100 manifestantes y se contaron 500 heridos, mientras para la oposición los muertos fueron en cambio 350 y los heridos más de mil. 
El 9 de mayo, cuando ya el orden había sido plenamente restablecido en Milán y en el resto del país, el general Bava Beccaris, apoyado por el Gobierno, disolvió las asociaciones y círculos considerados subversivos y detuvo a miles de personas pertenecientes a organizaciones socialistas, republicanas y anarquistas, entre las cuales algunos parlamentarios como Filippo Turati (elegido diputado en 1896), Anna Kuliscioff, Andrea Costa, Leonida Bissolati, Carlo Romussi (diputado radical) y Paolo Valera. Todos los periódicos antigubernamentales fueron prohibidos, el 12 de mayo en Roma fue detenida toda la redacción del Avanti! y fueron clausuradas hasta nueva orden todas las universidades. Como consecuencia de estas detenciones los tribunales militares impusieron más de 800 condenas y el propio Turati se enfrentó a una sentencia a doce años de prisión. La represión de los motines populares de 1898 retrasó el crecimiento del PSI, que decidió promover una alianza de todos los partidos de la extrema izquierda (socialista, republicano y radical).

#### Época giolittiana

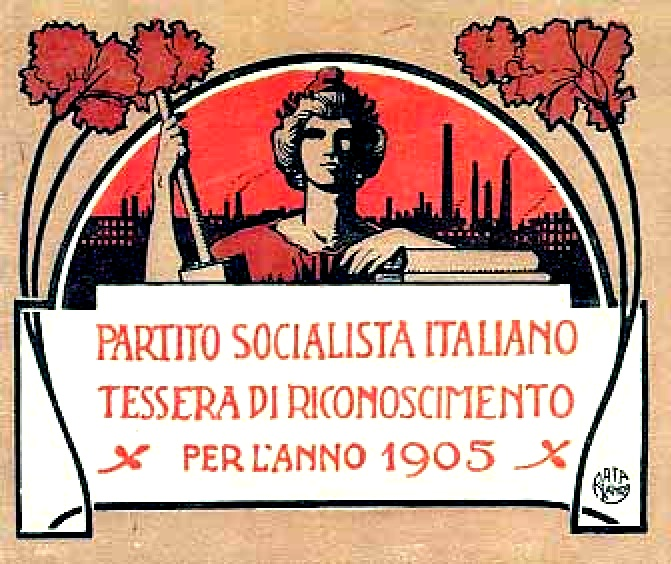
Carnet del PSI de 1905.

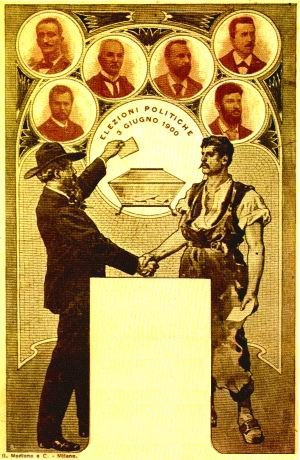
Cartel electoral del PSI de 1900.

En 1901 Filippo Turati, en sintonía con sus posiciones minimalistas (el llamado programa mínimo, que situaba como objetivos parciales reformistas que los socialistas reformistas intentaban acordar con las fuerzas políticas moderadas o realizar directamente en caso de llegar al Gobierno) apoyó inicialmente al Gobierno liberal moderado presidido por Giuseppe Zanardelli y posteriormente (1903) al de Giovanni Giolitti, que en 1904 aprobó importantes medidas de legislación social, como las leyes de protección del trabajo de las mujeres y niños, accidentes laborales, invalidez y vejez; comités consultivos del trabajo; y apertura hacia las cooperativas.
Sin embargo, a causa de la política implementada por Giolitti, que favorecía solo a los obreros mejor organizados, en 1902 apareció en el PSI una corriente revolucionaria liderada por Arturo Labriola y el intransigente Enrico Ferri, que en el congreso de Bolonia de 1904 situaron en minoría a la corriente de Turati, acusada de gobernismo. Ferri fue nombrado secretario del partido entre 1904 y 1906.
La corriente reformista volvió a prevalecer en el congreso de 1908, en alianza con los integralistas de Oddino Morgari. Los siguientes años Turati representó la personalidad principal del grupo parlamentario del PSI, generalmente más reformista que el propio partido. En esta vertiente fue el interlocutor privilegiado de Giolitti, que ahora perseguía una política de atención a las emergentes fuerzas de izquierda.

#### Escisión de los sindicalistas revolucionarios
Tras la huelga general de septiembre de 1904, la primera de esta amplitud en Italia y en toda Europa, la corriente de izquierda del PSI propugnó los métodos del sindicalismo revolucionario mientras sus relaciones con el resto del partido se fueron empeorando hasta tal punto que en el congreso de Ferrara de 1907 se decidió su salida del partido y el incremento de la acción autónoma sindical.
En 1906 Ferri, a cargo de la corriente integralista y de acuerdo con los reformistas de Turati, rechazó conservar la dirección del partido a pesar de la ruptura con Labriola, manteniendo la dirección del Avanti! y concurriendo como secretario del partido Oddino Morgari, que mantuvo el cargo hasta 1908, cuando hubo de cederlo al turatiano y reformista Pompeo Ciotti.
Del 21 al 25 de octubre de 1910 se celebró en Milán el XI Congreso del PSI, donde se destacaron crecientes insatisfacciones y nuevas divisiones. Leonida Bissolati e Ivanoe Bonomi criticaron a Turati por la derecha mientras Giuseppe Emanuele Modigliani y Gaetano Salvemini lo criticaron desde la izquierda. 
En la extrema izquierda destacó un joven representante de la federación de Forlì, Benito Mussolini, que participaba por primera vez en un congreso nacional del partido.

#### Expulsión de Bissolati, Bonomi, Podrecca y Cabrini y nacimiento del PSRI

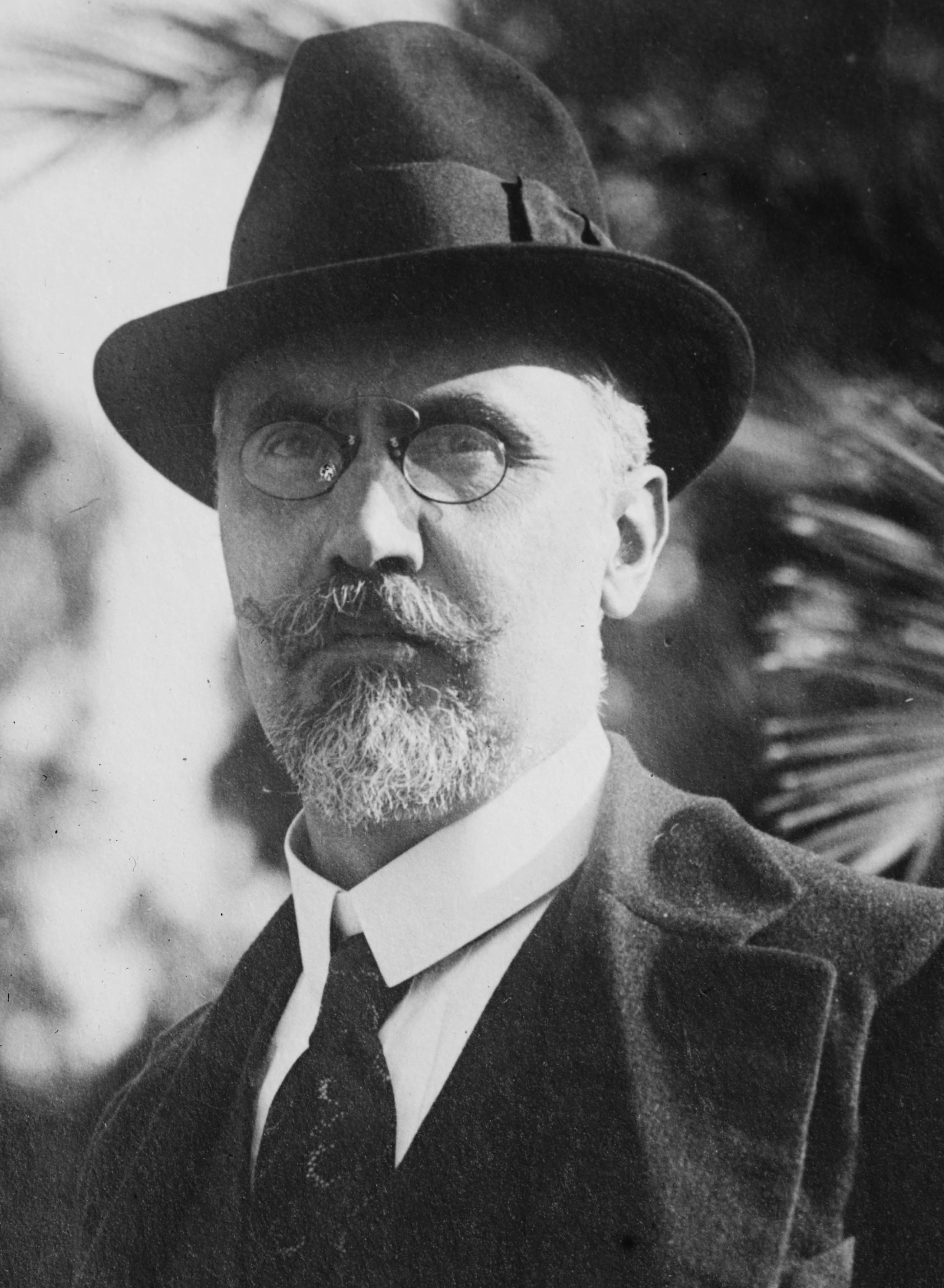
Ivanoe Bonomi, uno de los dirigentes reformistas expulsados del PSI en 1912.

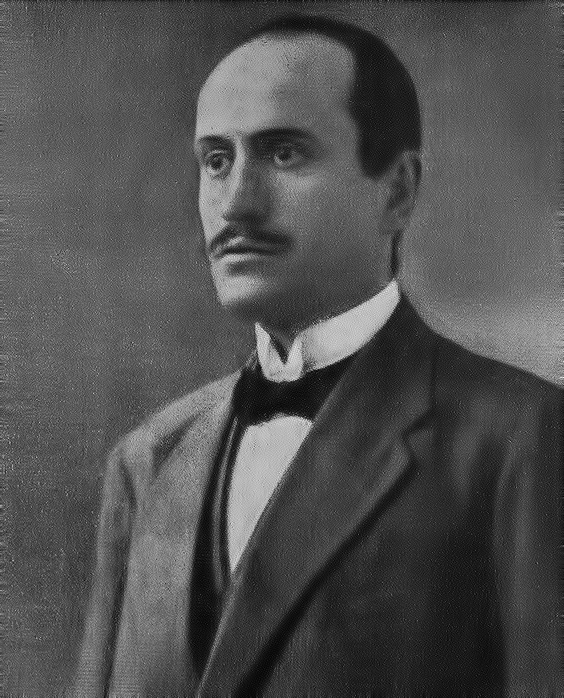
Benito Mussolini durante su época de director del Avanti!

El XIII Congreso, convocado de forma extraordinaria del 7 al 10 de julio de 1912 en Reggio Emilia, fue enturbiado por las divisiones que atravesaban el partido en relación con la guerra en Libia. Triunfó la corriente maximalista y se sancionó la expulsión de los representantes de una de las corrientes reformistas, encabezada por Ivanoe Bonomi y Leonida Bissolati (primer director del Avanti!) y compuesta por Angiolo Cabrini, Guido Podrecca (fundadores, junto a Gabriele Galantara, de la revista de sátira política L’Asino) y otros nueve diputados socialistas. 
Bissolati se había dirigido en 1911 al Quirinale para las consultas subsiguientes a la crisis del Gobierno Luzzatti, causando descontento en el resto del partido, incluido el de Filippo Turati, representante y líder de la otra corriente reformista. El representante socialista que en el congreso se lanzó ferozmente contra los reformistas más tarde expulsados, agitando a la multitud contra ellos, fue Benito Mussolini, de la corriente maximalista, que presentó una moción de expulsión (definida por su parte como lista de proscripción). La acusación era de «gravísima ofensa al espíritu de la doctrina y a la tradición socialista».
Gracias a esta arenga se ganó una notable fama en el interior del PSI, que le llevó a entrar en la dirección nacional del partido y de allí, en octubre de 1912, a convertirse en director del Avanti!. La corriente maximalista eligió como secretario a Constantino Lazzari y cesó de la dirección del Avanti! al reformista Claudio Treves, sustituyéndolo por Giovanni Bacci, que dirigió el periódico durante cuatro meses (de julio de octubre de 1912), siendo posteriormente sustituido por Mussolini. Bissolati y los suyos, expulsados del partido, dieron vida al Partido Socialista Reformista Italiano (PSRI).

#### XIV Congreso de Ancona
El XIV Congreso del partido se celebró en Ancona del 26 al 28 de abril de 1914. Sancionó la incontestable victoria del ala maximalista y la definitiva derrota de los reformistas, presentes sobre todo en el grupo parlamentario y en la Confederación General del Trabajo (CGdL), y ya situados en franca minoría en el anterior congreso de Reggio Emilia de 1912. Ya la elección de la sede del congreso había sido realizada para situar a los maximalistas en posiciones de ventaja: Ancona era considerada en la época la ciudad más revolucionaria de Italia, tanto que el Sindicato de Ferroviarios, de inspiración maximalista (opuesto al sindicato ferroviario adherido a la CGdL, considerado demasiado reformista y contaminado por la presencia de trabajadores no socialistas) había transferido allí su propia sede nacional. La presencia en la ciudad de figuras importantes, como Errico Malatesta entre los anarquistas y Pietro Nenni, entonces secretario de la Conjunción Republicana de las Marcas y director del periódico republicano de Ancona, el Lucifero, daba vida a un debate político muy duro y ardiente con fuertes tensiones sociales. 
El congreso socialista estuvo marcado por la exaltación de la intransigencia revolucionaria y las burlas contra los reformistas, considerados prácticamente como traidores a la clase obrera. De hecho, ya se consideraban maduros los tiempos para el derrocamiento del poder burgués, por lo que se reclamaba continuamente la pureza ideológica, rechazando cualquier compromiso y gradualismo, mientras los reformistas defendían que en los años precedentes habían sido conseguidas importantes mejoras de las condiciones de vida y de trabajo del pueblo gracias a la acción de Filippo Turati y de otros parlamentarios socialistas (entre ellos el anconetano Alessandro Bocconi) y a la apertura a las fuerzas populares del presidente del Consejo, Giovani Giolitti. 
En lugar de proseguir esta experiencia reformista, el Congreso de Ancona de 1914, en nombre de la intransigencia, vetó la hipótesis de alianzas con las otras fuerzas no clasistas, como republicanos y populares, de cara a las elecciones municipales de ese año, y sancionó la incompatibilidad entre la pertenencia al partido y a la masonería, lo que implicó cambios en la composición del PSI, con la expulsión de muchos cuadros y dirigentes históricos del partido, pertenecientes mayoritariamente al ala reformista. En la polémica sobre la intransigencia ideológica y contra la masonería se distinguió el combativo director del Avanti!, Benito Mussolini, que se estrenó el año anterior en la dirección del periódico socialista tras el despido del refomrista Claudio Treves. Se enfrentó a él un joven delegado del Polesine, Giacomo Matteotti. El congreso aprobó con casi tres cuartos de los votos el orden del día Zibordi-Mussolini que sancionó la inmediata incompatibilidad entre socialismo y masonería.
El congreso avaló por gran mayoría la opción maximalista, reconfirmando como secretario a Constantino Lazzari. Mussolini obtuvo un gran éxito personal con una moción que recibió aplausos por los óptimos resultados de difusión y ventas del Avanti!, tributados personalmente por los congresistas. De hecho, en el breve periodo de dirección de Mussolini, Avanti! pasó de las 30.000-45.000 copias de 1913 a las 60.000-75.000 de los primeros meses de 1914.

#### Primera Guerra Mundial y crisis del neutralismo
El 28 de julio de 1914 estalló la Primera Guerra Mundial con la declaración de guerra del Imperio austrohúngaro al Reino de Serbia tras el asesinato del archiduque Francisco Fernando de Austria, ocurrido el 28 de junio en Sarajevo. El PSI desarrolló una fuerte compromiso por la neutralidad de Italia, ligada a la hasta entonces línea no intervencionista de la Internacional Socialista. El 26 de julio Mussolini publicó en Avanti! un editorial titulado «Abajo la guerra» favorable a la opción antibelicista, declarando que el conflicto no podía beneficiar a los intereses de los proletarios italianos, sino solo a los de los capitalistas. El 27 de julio propuso una huelga general insurreccional en el caso de entrada italiana en el conflicto. En el mismo periodo, a espaldas de la opinión pública, el Ministerio de Exteriores, dirigido por Antonino Paternò Castello, estaba iniciando una operación de persuasión en los ambientes socialistas y católicos para lograr una actitud favorable hacia una posible intervención de Italia en la guerra.
Entre los primeros representantes de los socialistas en poner en duda una neutralidad absoluta estuvieron Leonida Bissolati y Gaetano Salvemini, a quienes siguieron socialistas reformistas y sindicalistas revolucionarios. Ya en los primeros meses del conflicto apareció toda la incertidumbre del PSI, que no sabía decidirse entre su inclinación antimilitarista y la propensión hacia la guerra como medio para renovar la lucha política y cambiar los equilibrios consolidados en el país. También destacó la animada postura intervencionista del dirigente socialista trentino y por tanto ciudadano austrohúngaro Cesare Battisti, que posteriormente se ofreció como voluntario al Ejército Italiano, siendo capturado por los austriacos, condenado a muerte por alta traición y ahorcado en el Castillo del Buonconsiglio de Trento.
Mussolini comenzó a mostrar una actitud más abierta hacia la posibilidad de una intervención italiana en la Gran Guerra, lo que le valió un primer ataque el 28 de agosto de 1914 en un artículo de Il Giornale d'Italia, ataques que continuaron en septiembre y octubre en otros periódicos. Fue en este contexto que Filippo Naldi, personaje con numerosas conexiones en los ambientes financieros y el periodismo, así como director del periódico boloñés Il Resto del Carlino, publicó en su diario el 7 de octubre de 1914 un polémico artículo (escrito por Libero Tancredi) en el cual acusaba a Mussolini de doble juego, obteniendo una airada reacción por parte de Mussolini.
Tras esta polémica Naldi inició contactos directos con Mussolini para llevarlo hacia el frente intervencionista. Así, el 18 de octubre, cambiando explícitamente sus propias posturas originales, Mussolini publicó en la tercera página del Avanti! un largo artículo titulado «De la neutralidad absoluta a la neutralidad activa y operativa», en el cual dirigió un llamamiento a los socialistas sobre los peligros que determinada neutralidad implicarían para el partido, es decir, la condena al aislamiento político. Según Mussolini, las organizaciones socialistas habrían debido apoyar la guerra entre las naciones, con la consiguiente distribución de armas al pueblo, para después transformarla en una revolución armada contra el poder burgués. 
La nueva línea propuesta por Mussolini no fue aceptada por el partido y en cuestión de dos días (20 de octubre) presentó la dimisión como director del diario socialista. Gracias a la ayuda financiera de algunos grupos industriales (además de la mediación de Filippo Naldi), Mussolini logró fundar rápidamente Il Popolo d’Italia, cuyo primer número salió el 15 de noviembre de 1914. En las columnas de su nuevo diario Mussolini se embarcó en una vehemente campaña intervencionista durante la cual no dudó en atacar a sus viejos camaradas. 
Los tiempos de la operación y la procedencia de la financiación para el nuevo diario hicieron sospechar a los socialistas, que acusaron a Mussolini de indignidad moral. Según el PSI habría recibido fondos ocultos de agentes franceses en Italia, que lo habrían corrompido para hacerle adherirse a la causa del intervencionismo pro-Entente. El 29 de noviembre Mussolini fue expulsado del PSI.
Tras la entrada en guerra de Italia los socialistas italianos encontraron un punto intermedio en su interior en la fórmula «ni adherirse ni sabotear», elaborada por el secretario nacional de la época, Constantino Lazzari.

Emblema del PSI entre 1919 y 1921, periodo durante el que formó parte de la Internacional Comunista.

### De la primera posguerra al exilio y la clandestinidad
En la inmediata posguerra, cabalgando el descontento por la «victoria mutilada», Mussolini fundó los Fasci italiani di combattimento (23 de marzo de 1919), movimiento de declarada inspiración al menos inicialmente socialrevolucionaria y nacionalista, que se transformaría posteriormente en 1921 en el Partido Nacional Fascista.

#### Escisión comunista y expulsión de los reformistas
A partir de la primera posguerra, las diversas almas del movimiento socialista se separaron en relación con la Revolución rusa y el nacimiento del Estado soviético, dando vida a tres partidos diferentes.
En 1921 se celebró en Livorno el XVII Congreso del partido. Tras varios días de intensos debates los maximalistas unitarios de Giacinto Menotti Serrati obtuvieron 89.028 votos (54,8%), los comunistas de Amadeo Bordiga y Antonio Gramsci 58.783 (36,2%) y los reformistas de Filippo Turati 14.695 (9%). Los comunistas de Bordiga abandonaron el congreso y fundaron el Partido Comunista de Italia (PCd’I) con el fin de adecuarse a los «21 puntos» de la Internacional Comunista. Lenin había invitado al PSI a adaptarse a sus preceptos y expulsar a la corriente reformista de Turati, Claudio Treves y Camillo Prampolini, recibiendo sin embargo la negativa por parte de Menotti Serrati, que no deseaba romper con algunas de las voces más importantes, aunque minoritarias, del partido.

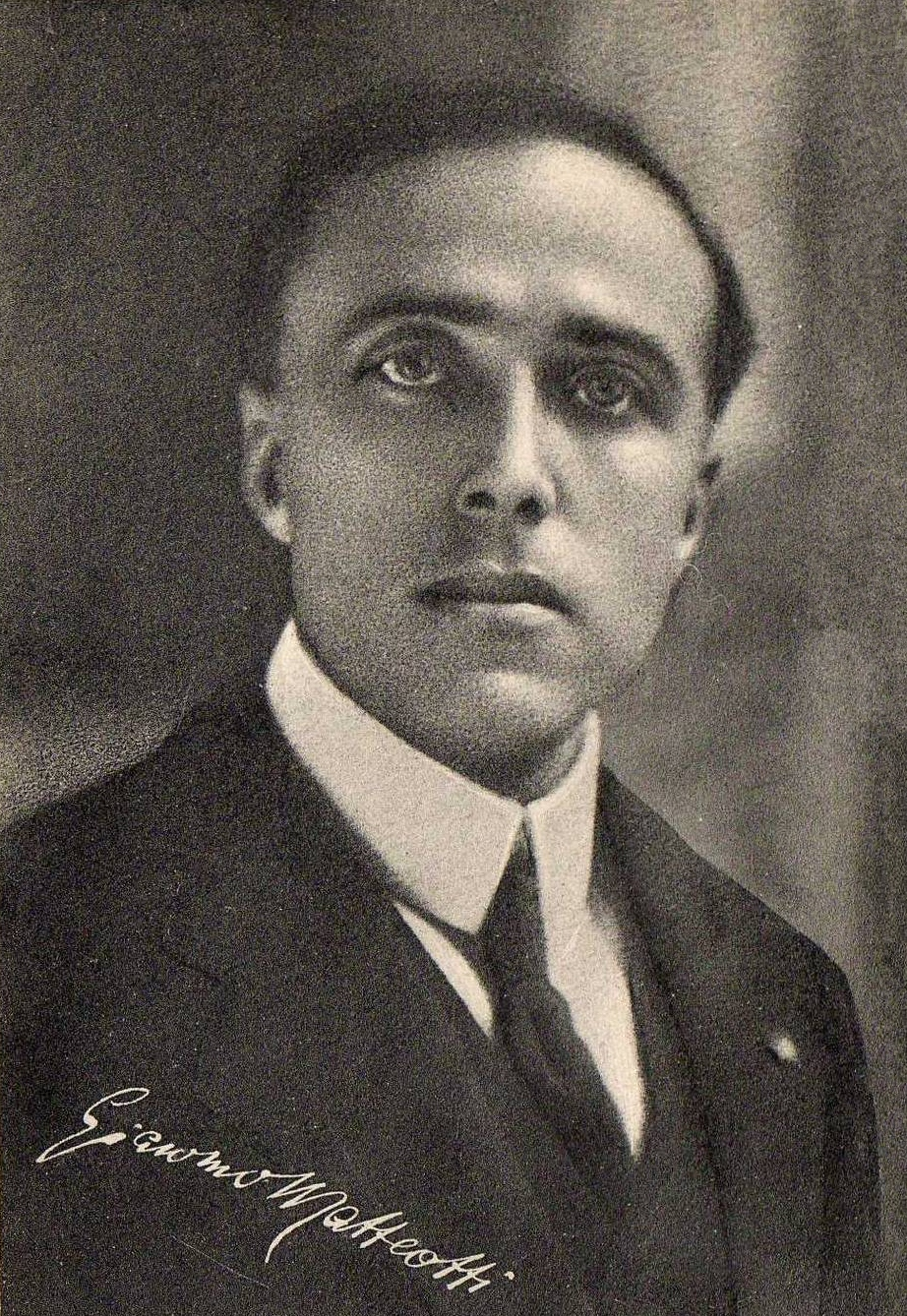
Giacomo Matteotti dio vida, junto a Turati y Treves, al Partido Socialista Unitario.

En el verano de 1922 Turati, en contraste con la disciplina del partido, se reunió con el Rey Víctor Manuel III para las rituales consultas con ocasión de la crisis de gobierno, en la cual no fue posible lograr un acuerdo entre los socialistas y Giolitti, por lo que el Rey decidió encargar la presidencia del Consejo a Luigi Facta. Por haber violado la prohibición de colaboración con los partidos burgueses, en el curso del XIX Congreso del 3 de octubre de 1922 la corriente reformista fue expulsada por la mayoría maximalista, pocos días antes de la Marcha sobre Roma de Mussolini. Turati y sus partidos dieron así vida al Partido Socialista Unitario (PSU), del cual fue nombrado secretario el diputado del Polesine Giacomo Matteotti.

#### Asesinato de Matteotti, transformación del fascismo en régimen, exilio en París y clandestinidad en Italia
El 10 de junio de 1924 el diputado y secretario del PSU, Giacomo Matteotti, diez días después de su discurso de denuncia de la violencia y fraude perpetrados por los fascistas en las elecciones generales recién celebradas pronunciado el 30 de mayo en la Cámara de Diputados, fue secuestrado y asesinado por una escuadra fascista, la llamada CEKA de Amerigo Dumini, que respondía a las órdenes de la dirección del Partido Nacional Fascista y era financiada directamente por la oficina de prensa del presidente del Consejo, Benito Mussolini.
Entre 1925 y 1926 el fascismo, con el apoyo de la monarquía, procedió a la supresión de todos los partidos de oposición de Italia, incluido el PSI (R.D. n. 1848/26), obligando al exilio a los socialistas no encarcelados o condenados a confinamiento.

#### Militancia política en el exilio
Tras la prohibición de los partidos por parte del régimen fascista los miembros de la dirección del PSI fueron forzados a expatriarse para evitar la cárcel o el confinamiento y se refugiaron en Francia, como la mayor parte de los antifascistas italianos en el exilio.
En este periodo el PSI, liderado por Ugo Coccia, se esforzó para alcanzar una alianza entre los partidos italianos antifascistas en el exilio. Ya el 6 de diciembre de 1926 se constituyó en París un primer Comité de Acción Antifascista, compuesto por representantes del Partido Republicano Italiano, del PSU de Turati y Treves y del PSI, con el propósito de determinar si existían las condiciones para transformar en alianza estable la colaboración entre las fuerzas antifascistas. El comité aprobó la propuesta de constituir una «concentración de acción», formada por una coalición de partidos autónomos y de diversa extracción ideológica y política, pero que compartiesen una idéntica base programática de oposición al fascismo. El 28 de marzo de 1927 se constituyó la Concentración de Acción Antifascista, incluyendo a la Liga Italiana de los Derechos del Hombre y la delegación exterior de la Confederación General Italiana del Trabajo del socialista Bruno Buozzi. En mayo de 1928 el Comité Central de la Concentración expuso que la instauración en Italia de la «República democrática de los trabajadores» era el objetivo final de la batalla antifascista.
A finales de los años 20 se habían consolidado en el interior del PSI en el exilio dos posturas políticas diferentes. La primera, liderada por Pietro Nenni y considerada ala derecha del partido, defendía la reunificación con los reformistas del PSU y un ingreso conjunto en la Internacional Obrera y Socialista (IOS). La segunda era defendida por la revolucionaria y políglota rusa Angélica Balabanoff, ya secretaria política del PSI desde el 15 de enero de 1928 y directora del Avanti!, heredera de la corriente maximalista durante un tiempo mayoritaria en el partido tras la escisión de los comunistas en 1921 y la expulsión de los reformistas en 1922, y antes de la disolución ope legis del PSI en 1926. Esta corriente defendía incondicionalmente la línea y métodos revolucionarios, pero en autonomía y polémica con Moscú y al mismo tiempo rechazando cualquier colaboración con los reformistas (los «socialchovinistas», en la terminología del momento), proponiendo a nivel internacional la afiliación del PSI al Buró de Londres.
En los prolegómenos del Congreso socialista de Grenoble, celebrado el 16 de marzo de 1930, Pietro Nenni y su fracción fusionista abandonaron el PSI y posteriormente, con ocasión del XXI Congreso, celebrado en el exilio de París en la Casa de los Socialistas franceses del 19 al 20 de julio de 1930, que pasó a la historia como el «Congreso de la Unidad», se fusionó con el PSU de Turati, Treves y Giuseppe Saragat dando vida al Partido Socialista Italiano-Sección de la IOS.
La fracción de Balabanoff, conocida actualmente con el nombre de Partido Socialista Italiano (maximalista), continuó la actividad política publicando el Avanti! (que quedó en manos de los maximalistas) disolviéndose al finalizar la Segunda Guerra Mundial con la adhesión de sus representantes al Partido Socialista Italiano de Unidad Proletaria (PSIUP), entre ellos Balabanoff, o al reconstituido PCd’I como Partido Comunista Italiano (PCI). En el XXII Congreso, celebrado en el exilio en Marsella en abril de 1933, Nenni fue elegido por primera vez secretario político, sustituyendo a su antecesor Ugo Coccia, fallecido el 23 de diciembre de 1932. También director del Avanti!, Nenni desempeñó el cargo de secretario durante catorce años, hasta abril de 1945.
Inicialmente, el programa concentracionista de Nenni dio vida a un acuerdo con el movimiento Justicia y Libertad de Carlo Rosselli, que sancionó el ingreso del mismo en la Concentración Antifascista (octubre de 1931). La posterior orientación de Nenni hacia un pacto de unidad de acción con el PCd’I condujo en mayo de 1934 a la disolución definitiva de la Concentración Antifascista. El documento del pacto de unidad de acción con el PCd’I, suscrito por Nenni en agosto de 19344, no ignoraba las diferencias ideológicas y tácticas de las dos formaciones políticas, pero reiteraba su plena autonomía. En octubre de 1935 Nenni propuso junto al PCd’I la convocatoria de un congreso de los italianos en el exterior contra la Guerra de Abisinia.

#### Participación en la guerra civil española
El 27 de octubre de 1936, en plena guerra civil española, republicanos, socialistas y comunistas firmaron en París el acta de constitución del Batallón Garibaldi, del cual fue designado comandante Randolfo Pacciardi. La formación fue encuadrada en las Brigadas Internacionales. Además, Nenni combatió al lado de los voluntarios procedentes de todo el mundo y fue nombrado comisario político de división y delegado de la IOS.
Tras la caída de Barcelona, ocurrida el 26 de enero de 1939, los supervivientes antifascistas italianos regresaron a Francia. Pocos meses después estalló la Segunda Guerra Mundial, con la entrada en guerra de Italia y la ocupación alemana de Francia en junio de 1940. Con la agresión nazi a la Unión Soviética y la consiguiente ruptura del Pacto Molotov-Ribbentrop, en octubre de 1941 fue firmado en Toulouse un nuevo pacto de unidad de acción entre socialistas y comunistas italianos, con la adhesión de Giustizia e Libertà. Detenido por la Gestapo en Saint-Flour, en el sur de Francia, el 8 de febrero de 1943, Nenni fue posteriormente trasladado a París y encarcelado en Fresnes, donde permaneció recluido cerca de un mes. El 5 de abril fue entregado a la policía fascista italiana en la frontera de Brennero, probablemente a petición de Mussolini, que así lo salvó de la deportación a los campos de concentración nazis.

### Renacimiento entre la Resistencia y la República

#### Reconstitución clandestina en el territorio de la Italia central y meridional
El 22 de julio de 1942, en el estudio de Olindo Vernocchi en Roma, se celebró la reunión en la cual se decidió la reconstitución clandestina del PSI en el territorio de la Italia central y meridional. Participaron Oreste Lizzadri, Giuseppe Romita, Nicola Perrotti y Emilio Canevari. El partido comenzó a consolidarse y el llamado «grupo de los cinco» reanudó los contactos con los viejos militantes, viajando por toda la Italia central y meridional y promoviendo acciones antifascistas directamente en la propia ciudad de Roma, como la difusión de panfletos y prensa clandestina y apoyo a las huelgas (particularmente importante la del 1.º de mayo de 1943, de la cual fueron protagonistas los estudiantes universitarios).
El 26 de julio de 1943, al día siguiente de la detención de un Mussolini cesado por el Gran Consejo Fascista, Vernocchi y Romita acudieron en representación del PSI dentro del Comité de las Oposiciones ante el Rey Víctor Manuel III, para exigir la disolución del Partido Nacional Fascista. Vernocchi hizo particulares esfuerzos para asegurar que los comunistas también fuesen incluidos en el comité, superando la resistencia de Alcide De Gasperi. El 11 de septiembre de 1943 fue publicado el primer y único número del diario Lavoro d’Italia, que sustituía al precedente Lavoro Fascista, en el cual se exhortaba a los trabajadores italianos a la resistencia contra los nazis. Dirigido conjuntamente por Vernocchi, el democristiano Alberto Canaletti Gaudenti y el comunista Mario Alicata, era expresión del comité sindical interconfederal, organismo que expresaba la voluntad de los mayores partidos antifascistas de concentrar las fuerzas sindicales en un único sujeto.

#### Nacimiento del Partido Socialista Italiano de Unidad Proletaria (PSIUP)
El 22-25 de agosto de 1943, en el curso de los encuentros mantenidos en casa de Oreste Lizzadri, en la calle Parioli, 44 de Roma, los militantes del PSI clandestino de la Alta Italia, el PSI clandestino del Centro-Sur y los representantes del PSI regresados del exilio en Francia se fusionaron con el Movimiento de Unidad Proletaria de Lelio Basso. Nació así el Partido Socialista Italiano de Unidad Proletaria (PSIUP), que reagrupaba a una parte considerable de las personalidades influyentes de la izquierda italiana antifascista, como los futuros presidentes de la República Giuseppe Saragat y Sandro Pertini, el jurista Giuliano Vassalli, el escritor Ignazio Silone, el abogado Lelio Basso y el futuro ministro del Interior, Giuseppe Romita. Fue elegido secretario del partido Pietro Nenni. 
Durante la Resistencia, el PSIUP participó activamente en el Comité de Liberación Nacional y se aproximó particularmente al PCI, con una política de unidad de acción dirigida a modificar las instituciones en un sentido socialista. El 4 de agosto de 1944, tras la liberación de la capital, Romita y Olindo Vernocchi firmaron junto a los comunistas Giorgio Amendola y Giovanni Roveda el pacto de acción entre PSI y PCI.
Se llegó también a trazar la hipótesis de una posible fusión entre los dos partidos que pudiese recomponer la histórica fractura de la escisión de Livorno. Esta política, hostilizada por la derecha del partido liderada por Saragat, estaba en buena medida ligada a la preocupación porque las divisiones internas en la clase obrera pudieran favorecer el ascenso de los movimientos de la derecha autoritaria como había sucedido en la primera posguerra con el fascismo.

#### XXIV Congreso del PSI en Florencia y I Congreso del PSIUP

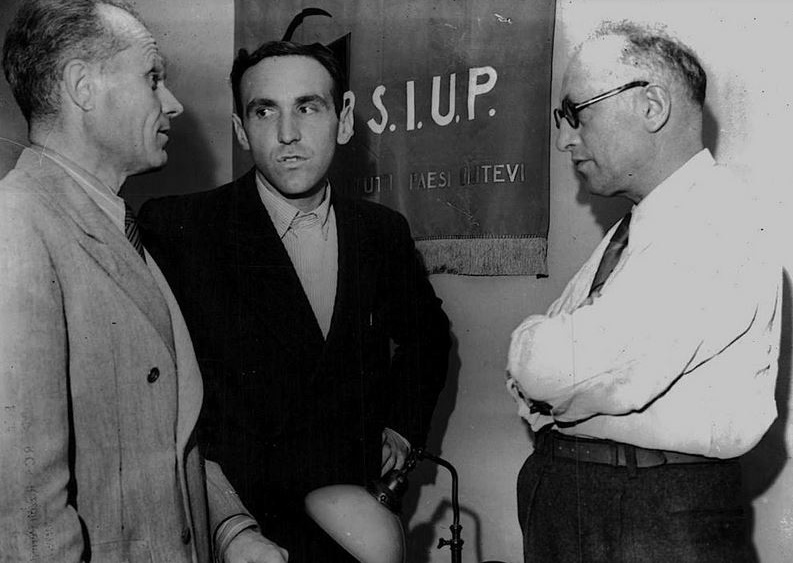
Pietro Nenni y Sandro Pertini en 1946.

En el XXIV Congreso, el primero de la posguerra, que se desarrolló en el teatro municipal de Florencia entre el 11 y el 17 de abril de 1946, el partido se encontró unido bajo el liderazgo de Pietro Nenni reivindicando la paternidad y la actualidad de la Constituyente, por la cual los socialistas, más que los comunistas, habían trabajado con coherencia y sin repliegues. Sin embargo, sobre las características fundamentales del partido, en particular sobre las relaciones con el PCI, el PSIUP se encontró dividido en tres. El objetivo de la fusión con el PCI había sido abandonado oficialmente también por la mayoría que tenía por líderes a Lelio Basso y Rodolfo Morandi con la cobertura de Nenni. A esta perspectiva quedaban ligados únicamente Oreste Lizzadri y Francesco Cacciatore, que fueron posteriormente inducidos a retirar su documento y converger con la moción Morandi-Basso.
Sandro Pertini se situó en posiciones intermedias, defendiendo la autonomía e independencia del partido respecto a los comunistas y firmando una moción junto a Ignazio Silone. En torno a esta moción de replegaron también los jóvenes agrupados en la revista Iniciativa socialista, que criticaban a los gobiernos del CLN y soñaban con una revolución libertaria y no leninista. Serán el eje a través del cual Saragat agitará posteriormente, en 1947, para activar la escisión socialdemócrata. 
En las posiciones aún más intransigentemente autonomistas estaban los socialistas agrupados en la moción de Critica sociale, entre los cuales se encontraban Saragat, Giuseppe Faravelli, Giuseppe Emanuele Modigliani, Ludovico D’Aragona y Alberto Simonini.
El congreso sancionó un giro. La confrontación, o más bien el choque, no era tanto sobre el tema de la actualidad o no de la fusión, sino sobre el modelo de socialismo. En su intervención, Saragat subrayó el hecho de que «el desarrollo de un socialismo autocrático y autoritario [era] uno de los problemas actuales» al que contraponía su versión de socialismo democrático. Basso habló de un profundo disenso «entre el espíritu clasista y el espíritu liberalsocialista». Finalmente, el congreso tuvo un resultado excepcional. Las mociones de Pertini, Silone y Critica sociale obtuvieron un 51 por ciento mientras la llamada De Base, es decir, la de Basso y Morandi, sólo logró el 49 por ciento. La dirección fue conformada así por una mitad de miembros de la moción De Base y otra mitad de representantes de las otras dos. Nenni pasó de secretario a presidente y como secretario del partido fue elegido Ivan Matteo Lombardo, un representante relativamente conocido, en lugar de Pertini, como se esperaba.

#### Campaña electoral para la Asamblea Constituyente y referéndum monarquía o república
Con ocasión del referéndum institucional del 2 de junio de 1946 el PSIUP fue uno de los partidos más implicados en el frente republicano, hasta el punto de ser identificado como «el partido de la República». De hecho, el lema de Nenni «¡O la República o el caos!» cobró mucha notoriedad.

### De la Asamblea Constituyente al centro-izquierda

#### Escisión socialdemócrata del palacio Barberini

Emblema del PSI en 1947-1966

La celebración del XXV Congreso socialista, convocado de forma extraordinaria en la Ciudad Universitaria de Roma del 9 al 13 de junio de 1947, fue fuertemente deseada por Nenni para analizar la situación de fricción entre las mayorías y minorías, con el objetivo de unir a las diversas posturas, pero este propósito básico fracasó.
La corriente reformista del PSIUP liderada por Saragat acusó a los otros representantes socialistas de estar prácticamente aplastados bajo las posiciones del PCI y de mantener fuertes lazos con la Unión Soviética, a diferencia de la posición mucho más autónoma de los demás partidos socialistas europeos. Saragat quiso hablar en la Ciudad Universitaria dirigiendo una dura requisitoria contra Nenni y posteriormente, junto a un grupo de delegados se reunió con otros delegados reformistas ya reunidos en el Palacio Barberini, donde propuso a los presentes la constitución de un nuevo partido socialista autónomo respecto a los comunistas.
Sandro Pertini se esforzó para mediar entre los dos grupos, para intentar mantener unido el partido, también en vista de las probables elecciones generales decisivas del año siguiente:

«Pertini no se resignó y decidió lanzarse de lleno al caos del congreso, como era habitual en él, yendo personalmente al Palacio Barberini para un desesperado y extremo intento. Cuando llegó fue recibido por un grito de victoria, «Sandro, Sandro», con los delegados escisionistas puestos en pie, convencidos de que también Pertini se había unido a ellos. Pero cuando quiso manifestar su propósito unitario, Saragat le respondió con un agradecimiento, pero declarando que la escisión ya estaba consumada. Simonini, por otro lado, había hablado en la Ciudad Universitaria invitando a los seguidores de Nenni y Basso a no romper los puentes, a «no romper las posibilidades, si todavía las hubiera, y lo digo yo», continuó, «que tengo la honestidad de deciros que espiritualmente estoy allí en la sala Borromini a pesar de que físicamente estoy aquí».».

Todos los intentos de mediación fracasaron. Como afirmó Nenni de manera notoria, la escisión fue causada por la «fuerza de las cosas». El 11 de enero de 1947 la corriente liderada por Giuseppe Saragat salió del PSIUP y dio vida al Partido Socialista de los Trabajadores Italianos (PSLI), poco después renombrado Partido Socialista Democrático Italiano (PSDI), retomando el nombre adoptado por el II Congreso socialista de Reggio Emilia de 1893 y más tarde adoptado por Turati, Treves y el propio Saragat en los años de exilio en París.

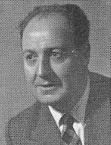
Giuseppe Saragat, líder del ala reformista del PSIUP.

El 10 de enero, a propuesta de Olindo Vernocchi, el PSIUP volvió a denominarse PSI ante el temor de que los escisionistas pudieran apropiarse de la denominación histórica del partido. La escisión costó al PSIUP el abandono hacia la nueva formación de 50 parlamentarios, casi la mitad de los representantes socialistas en la Constituyente, denominados por esta postura autonomistas, así como de un grupo destacado de dirigentes e intelectuales, entre los cuales se encontraban Paolo Treves, Ludovico D'Aragona, Giuseppe Emanuele Modigliani y Angélica Balabanoff.

#### Frente Democrático Popular con el Partido Comunista Italiano
En octubre la escisión socialdemócrata fue parcialmente compensada por el ingreso en el PSI de la corriente socialista procedentes del Partido de Acción (entre los cuales se encontraban Emilio Lussu, Riccardo Lombardi, Norberto Bobbio y Francesco De Martino) tras la disolución de aquel partido.
En el XXVI Congreso de Roma del 19-22 de enero de 1948 Nenni propuso a los socialistas la presentación de listas unitarias con el PCI en las elecciones generales del mes de abril. Tal propuesta encontró la oposición de Pertini, que aunque defendía la unidad del movimiento obrero y la unidad de acción con los comunistas, también era un ferviente defensor de la autonomía socialista respecto al PCI. Sin embargo, su postura fue minoritaria y gracias al predominio de la línea de Nenni se adoptó esta como postura mayoritaria. La lista común de PSI y PCI, denominada Frente Democrático Popular, simbolizada con el emblema de la efigie de Giuseppe Garibaldi, perdió claramente las elecciones de abril de 1948 y por cuanto afectaba a los socialistas fueron elegidos un número muy reducido de diputados y senadores respecto a su representación de 1946, siendo los candidatos socialistas penalizados en las preferencias de voto respecto a los representantes del PCI, apoyado en la maquinaria organizativa estructurada y capilar de su partido. 
Al año siguiente parte de la corriente autonomista del PSI, encabezada por Giuseppe Romita, abandonó el partido para unirse en diciembre de 1949 a una parte de los socialdemócratas a su vez escindidos del PSLI en polémica con su excesivo centrismo, dando vita a un nuevo partido que tomará el nombre de Partido Socialista Unitario. En mayo de 1951 el PSLI y el PSU se reunificaron en el Partido Socialista-Sección Italiana de la Internacional Socialista (PS-SIIS), que en enero de 1952 retomó la denominación de Partido Socialista Democrático Italiano (PSDI).
Tras la derrota electoral de 1948 la lista del Frente Democrático Popular no volvió a ser propuesta, pero el PSI permaneció como un fiel aliado del PCI todavía por muchos años, unido en la oposición a los gobiernos centristas hegemonizados por la Democracia Cristiana. También en 1949 los socialistas impulsaron la batalla contra el ingreso de Italia en la OTAN. El entonces presidente del Grupo Parlamentario Socialista en el Senado, el futuro presidente de la República Sandro Pertini, declaró el voto contrario del PSI a la adhesión al Pacto Atlántico al ser entendido como un instrumento de guerra y de función antisoviética en el intento de dividir Europa y abrir una grieta cada vez más profunda de separación en el continente europeo, subrayando como el Pacto Atlántico influiría en la política interna italiana con consecuencias negativas para la clase obrera. En aquella sesión defendió además las raíces pacifistas del grupo socialista, expresando solidaridad con los compañeros comunistas en la confrontación, según él verdaderos objetivos del Pacto Atlántico, concluyendo con las siguientes palabras:

«Hoy hemos escuchado gritar Viva Italia cuando plantearon el problema de la independencia de la Patria. Pero no sé cuántos de los que exclamaron ese grito hoy estarían realmente dispuestos a tomar las armas para defender la Patria. Muchos de ellos no las han sabido empuñar contra los nazis. Las ha empuñado en cambio campesinos y obreros, ¡los cuales dieron todo por la independencia de la Patria!».

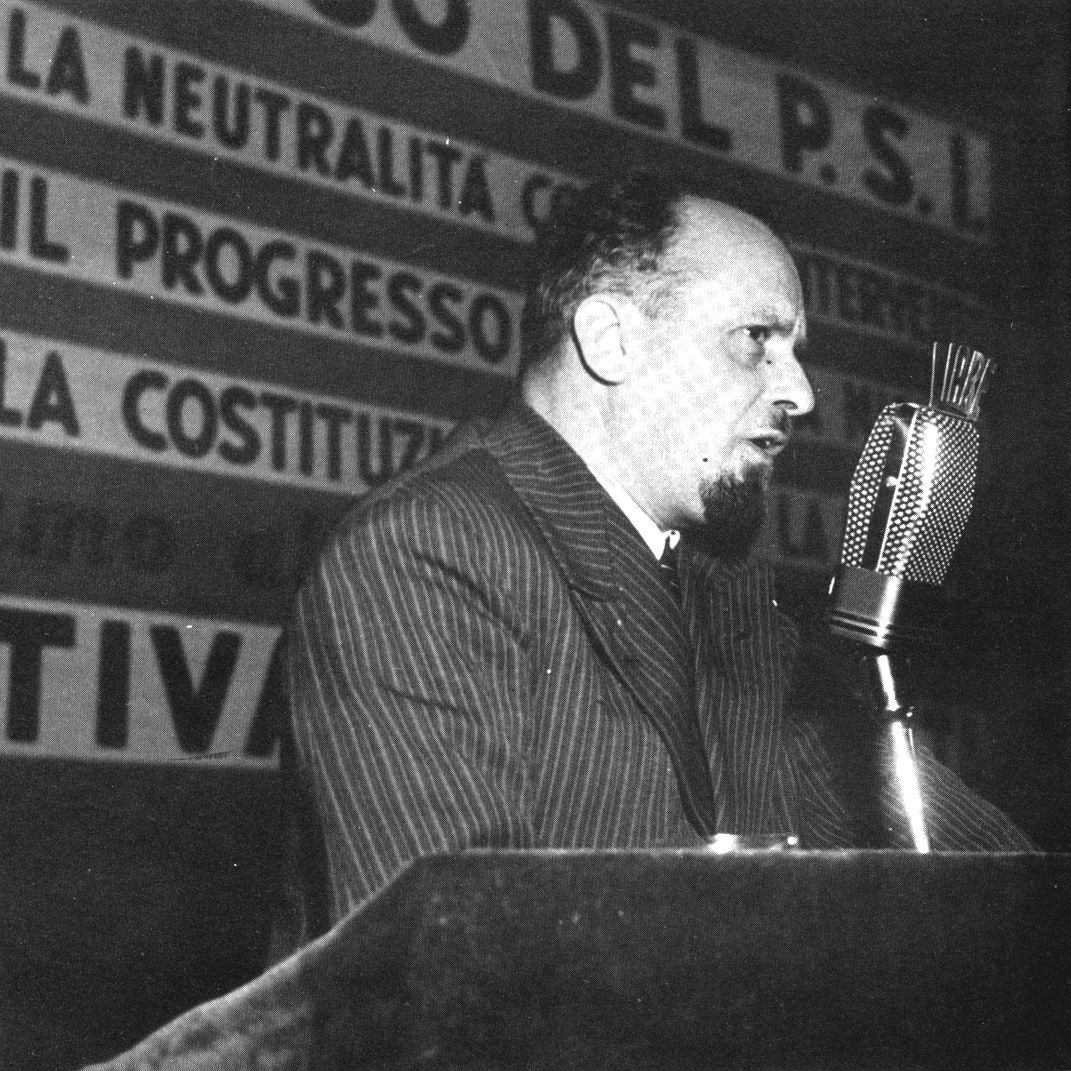
Lelio Basso interviene ante el XXX Congreso del PSI (1953).

PCI y PSI, siguiendo las indicaciones del Cominform, actuaron constantemente para contrarrestar el papel hegemónico de los Estados Unidos en el mundo occidental, apoyando la lucha de los países de África y Asia contra las potencias coloniales. Los dos partidos libraron una gran batalla parlamentaria y ciudadana contra la nueva ley electoral mayoritaria de 1953, la denominada Legge truffa. Sandro Pertini pronunció una dura intervención en el Senado contra la aprobación de la nueva disposición en la sesión del 10 de marzo.

#### Primeros gobiernos de centro-izquierda y centro-izquierda orgánico
Augurado por Pietro Nenni en el XXXI Congreso de Turín de 1955, el giro en la historia del PSI se concretó en el XXXII Congreso de Venecia de 1957, cuando como consecuencia de las diversas valoraciones sobre la invasión soviética de Hungría de 1956, que había implicado una ruptura con el PCI, los socialistas comenzaron a mirar con buenos ojos una colaboración con la Democracia Cristiana (DC). Se reforzó el nexo entre los conceptos de socialismo y democracia y el PSI abandonó los vínculos con el bloque soviético. El PSI condujo sin embargo una fuerte batalla al lado del PCI contra el Gobierno Tambroni, que estaba apoyado por los neo-fascistas del Movimiento Social Italiano.
En 1963 el PSI entró directamente en el Gobierno, con el primer ejecutivo liderado por Aldo Moro, tras haber iniciado ya el acercamiento al ámbito gubernamental con la abstención en la conformación de los anteriores gobiernos Fanfani III, Fanfani IV y Leone I.

#### Escisión de la izquierda socialista
La entrada en el Gobierno, no obstante, causó una nueva ruptura. La corriente de izquierda encabezada por Lelio Basso, Dario Valori, Tullio Vecchietti y Vincenzo Gatto abandonó el partido en enero de 1964 y dio vida a una nueva formación política que retomó el nombre del PSI en el periodo 1943-1947: Partido Socialista Italiano de Unidad Proletaria (PSIUP).

#### Breve experiencia del PSI-PSDI Unificados

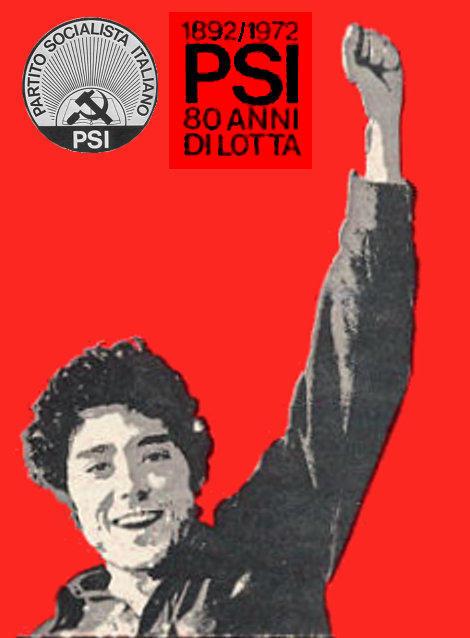
Carnet de militante del PSI de 1972.

El 30 de octubre de 1966 el PSI y el PSDI, tras algunos años de presencia común en el interior de los gobiernos de centro-izquierda, decidieron reunificarse en el Partido Socialista Unificado (PSU). En las siguientes elecciones generales de 1968 el PSU consiguió el 14,48% de los votos a la Cámara y el 15,22% al Senado, un pésimo resultado electoral en cuanto el nuevo partido perdió el 5,46% de los votos a la Cámara y el 5,14% al Senado respecto a la suma de los votos obtenidos por los dos partidos por separado en las anteriores elecciones de 1963 (Cámara 19,94% = 13,84% PSI + 6,10% PSDI; Senado 20,36% = 14,01% PSI + 6,35% PSDI) perdiendo en conjunto 29 diputados y 12 senadores, para ventaja de la DC y el PRI de un lado y del PCI del otro, los cuales vieron aumentar sus propios apoyos. 
Como consecuencia de ello la unidad socialista entró en crisis y el 28 de octubre de 1968 el PSU retomó la denominación de Partido Socialista Italiano mientras la corriente socialdemócrata asumió en julio de 1969 el nombre de Partido Socialista Unitario, que en febrero de 1971 volvió a convertirse en Partido Socialista Democrático Italiano. Los dos partidos volvieron a concurrir con listas autónomas propias con ocasión de las elecciones generales de 1972, en las cuales el PSI consiguió el 9,61% de los votos a la Cámara y el 10,71% al Senado, mientras el PSDI lograba el 5,14% de los votos a la Cámara y el 5,36% al Senado.

#### Crisis definitiva del centro-izquierda
Las divergencias entre socialistas y democristianos, que habían hecho concluir anticipadamente la legislatura anterior, se mantuvieron también tras los comicios, en tanto Giulio Andreotti formó un gobierno compuesto por DC, PSDI y PLI (este último por primera vez en el Gobierno desde 1957), con el apoyo externo del PRI y sin el apoyo del PSI. El Gobierno, que representaba un débil intento de retorno al centrismo, cayó tras un año y Andreotti fue sustituido por Mariano Rumor, que volvió a proponer la fórmula del centro-izquierda. Tras sólo un año volvieron a presentarse disensos en la coalición de gobierno que decretaron la caída de Rumor y el regreso de Aldo Moro al liderazgo de un gobierno centrista, pero sostenido tanto por socialistas como por socialdemócratas.

### Referéndum sobre el divorcio de 1974
La campaña del referéndum sobre el divorcio contribuyó a dividir posteriormente el frente de los partidos laicos (capitaneado por radicales y socialistas, pero donde estaban presentes también socialdemócratas, republicanos y liberales) de la DC, cuyo secretario de entonces, Amintore Fanfani se había puesto a la cabeza de la coalición anti-divorcio, compuesta además por varias asociaciones católicas y el Movimiento Social Italiano (a pesar de que su secretario Giorgio Almirante se había divorciado de su primera esposa en Brasil) y con el apoyo declarado de la jerarquía eclesiástica.
Fanfani había optado por hacer del referéndum una batalla campal, apoyado en ello por todo su partido, aunque el ala izquierda de la DC y el Gobierno (incluido el presidente del Consejo Mariano Rumor) permanecieron al margen durante la campaña electoral. El éxito del resultado para los partidarios del divorcio fue por ello interpretado, junto al mérito de la cuestión en sí, como una dura derrota personal para Fanfani, visto como el actor principal del frente del «sí», que había buscado explotar la campaña electoral también con fines expresamente políticos, convencido de que una eventual victoria de la derogación del divorcio habría frenado el entonces ascenso del PCI de Enrico Berlinguer, entre los mayores representantes del frente del «no». La derrota de los contrarios al divorcio representó de hecho el inicio de la caída política de Fanfani, entre los más longevos protagonistas de la Primera República. La sucesiva debacle democristiana en las elecciones regionales de 1975 le obligaría a entregar el cargo de secretario a Benigno Zaccagnini.
La victoria del «no» en el referéndum convenció a la mayoría del PSI de que los tiempos estaban maduros para la alternativa de izquierdas, es decir, para el ingreso en el Gobierno del PCI junto a los socialistas y los partidos laicos minoritarios.

### Diferencias ideológicas y políticas internas

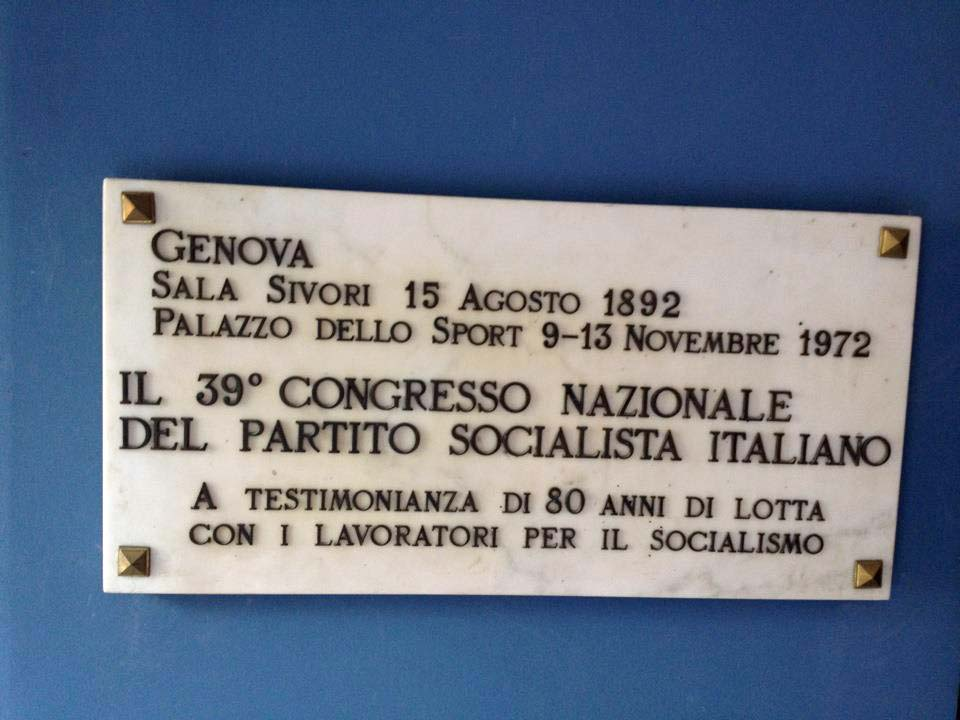
Placa conmemorativa de la fundación del PSI inaugurada por el 39.º Congreso del PSI (1972).

En julio de 1972 se adhirió al PSI gran parte de los miembros del Movimiento Político de los Trabajadores (MPL) (formación política de católicos de izquierda que habían concurrido de forma autónoma a las elecciones generales de 1972, obteniendo el 0,36% de los votos a la Cámara sin lograr ningún diputado), entre los cuales se encontraban Livio Labor, Luigi Covatta, Gennaro Acquaviva y Marco Biagi. La corriente de izquierda del MPL promovió en su lugar la creación de Alternativa Socialista, posteriormente integrada en el PdUP.
Todas estas recomposiciones y escisiones dan una idea del trabajo político del PSI de aquellos años, periodo en el cual convivieron en el partido dos almas, una tendente a una mayor cohesión con el PCI (con la idea de que el PSI no estaría nunca más en el Gobierno sin el PCI) y otra tendente a seguir una política de reformas progresistas en la estela de los partidos de la socialdemocracia europea. En aquella época entre las filas socialistas se enfrentaban las posiciones de Francesco De Martino, que pretendían intensificar los vínculos con los comunistas en la perspectiva de la alternativa de izquierdas; las de Giacomo Mancini, inclinadas a forjar un papel autónomo del PSI entre democristianos y comunistas; las de Riccardo Lombardi, que defendía un gobierno con un PCI socialdemocratizado; y las de los autonomistas, partidarios de las reformas progresistas y por tanto más cercanos a una idea de tipo socialdemócrata en sentido saragatiano (estos últimos estaban en minoría cuando Bettino Craxi fue elegido secretario).

### Elecciones municipales de 1975
Las elecciones municipales y regionales del 15-16 de junio de 1975 fueron las primeras en las que pudieron votar los mayores de dieciocho años de edad tras la entrada en vigor de la ley de reducción de la mayoría de edad de los 21 a los 18 años. La afluencia a las urnas fue del 92,8% de los electores. Se registró un fuerte crecimiento del PCI, que llegó al 33% de los votos, a sólo 3 puntos de la DC. El PCI gobernaría en cinco regiones (Emilia, Toscana, Umbría, Piamonte y Liguria). Nacían así las llamadas «juntas rojas» en las cuatro primeras ciudades italianas:
- Milán, con el alcalde Aldo Aniasi (PSI), hasta el 12 de mayo de 1976, y con el alcalde Carlo Tognoli (PSI) hasta 1985;
- Nápoles, con el alcalde Maurizio Valenzi (PCI) hasta 1985;
- Turín, con el alcalde Diego Novelli (PCI) hasta 1985;
- Génova, con el alcalde Fulvio Cerofolini (PSI) hasta 1985;

a las que se añadiría:
- Roma, con el alcalde Giulio Carlo Argan (Izquierda Independiente) del 9 de agosto de 1976 al 25 de septiembre de 1979 y con el alcalde Luigi Petroselli (PCI) hasta 1981.

El PSI obtuvo resultados modestos, pero gracias a los acuerdos con el PCI llegó a obtener las alcaldías de Milán y Génova e importantes responsabilidades administrativas dentro de las «juntas rojas».

### XL Congreso de Roma

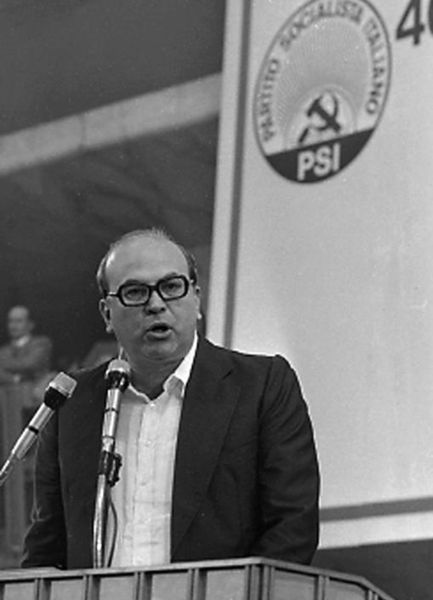
Bettino Craxi interviene en el XL Congreso del PSI (1976).

En marzo de 1976 se celebró en Roma el XL Congreso del PSI. Las corrientes socialistas eran cinco:
- Corriente de Francesco De Martino (42,7%);
- Corriente de Giacomo Mancini (19,8%);
- Corriente de Riccardo Lombardi (17,8%);
- Corriente de Pietro Nenni (14%);
- Corriente de Gino Bertoldi (5,7%).

La mayoría fue constituida por una alianza entre De Martino y Mancini, previendo el nombramiento del secretario a cargo del primero de ellos.

### Alternativa de izquierdas
Bajo el liderazgo de De Martino el PSI retiró el apoyo a los gobiernos democristianos con el objetivo de apoyarse en el crecimiento electoral del PCI con el fin de llegar a un ejecutivo dirigido por las izquierdas. De Martino afirmó que el PSI tenía una función política que desarrollar, es decir, permitir la completa maduración del PCI hasta llegar a su participación directa en el Gobierno. Una vez alcanzada tal maduración, el PSI habría completado su propia función.
En las elecciones generales de 1976, tras una campaña electoral enfocada en la bandera de la alternativa de izquierdas a la DC, el PSI obtuvo los mismos resultados electorales de 1972, el punto más bajo jamás alcanzado por el PSI, con una imprevista bajada respecto a las anteriores elecciones municipales y un desequilibrio electoral con el PCI que rozó el 25%. En cualquier caso, tras las elecciones generales, según el PSI la mencionada alternativa habría sido posible en cuanto no había disenso ni en el PSDI, ni en el PRI ni en DP, pero lo habría impedido la negativa del PCI, fijado en su política de «Compromiso Histórico».

### Secretaría de Craxi

#### Elección de Craxi como secretario político
En este contexto, el Comité Central del PSI, reunido en el Hotel Midas de Roma en julio de 1976, retiró la confianza a De Martino, eligiendo secretario nacional a Benedetto Craxi, llamado Bettino, de cuarenta años de edad, en aquel momento vicesecretario y miembro destacado de la corriente autonomista de Pietro Nenni. El nuevo vicesecretario será el dirigente siciliano Salvatore Lauricella, de la corriente demartiniana. 
La elección de Craxi, considerado un secretario de transición en cuanto representante de la corriente minoritaria del PSI, estuvo vinculada además a una revuelta generacional de los llamados «quarantenni», es decir, los lugartenientes de los viejos líderes del partido: Enrico Manca y el mencionado Lauricella, de la corriente demartiniana; y Claudio Signorile, Fabrizio Cicchitto y Gianni De Michelis, de la corriente de izquierda lombarda, con el beneplácito del anciano líder calabrés Giacomo Mancini. 
Craxi, consciente de la necesidad de la necesidad de despertar el orgullo de los socialistas para garantizar la permanencia con vida del partido («primum vivere»), inició una política de oposición a la estrategia berlingueriana del Compromiso Histórico, volviendo a proponer con fuerza la idea de la alternativa de izquierdas (lo que le garantizaba el apoyo de la corriente de izquierda del PSI), pero sobre la base de una política de autonomía de la tradición social-comunista, atacando los vínculos aún fuertes del PCI con la Unión Soviética y buscando una constante conexión con los partidos socialistas y socialdemócratas europeos.

#### XLI Congreso de Turín
Del 30 de marzo al 2 de abril de 1978 se celebró en Turín el XLI Congreso del PSI, en el cual Craxi logró ser reelegido secretario con el 65% de los votos, porcentaje jamás alcanzado previamente por ningún secretario socialista, gracias a la consolidación del eje antinatura entre su corriente, Autonomía Socialista, de inspiración nenniana, y la corriente de izquierda de Riccardo Lombardi, representada por Claudio Signorile y Gianni De Michelis, con la bendición del exsecretario Giacomo Mancini. La oposición era liderada por el ex-demartiniano Enrico Manca.
El congreso discutió «El proyecto socialista», un documento en el cual se prefiguraba una Italia dirigida hacia un socialismo liberal y libertario, basado en la afirmación de los derechos civiles y en la superación de la legislación de emergencia debida a la ofensiva terrorista.
El propio congreso, de hecho, se desarrolló durante los dramáticos días del secuestro del líder democristiano Aldo Moro, secuestrado el 16 de marzo de 1978 en Roma por las Brigadas Rojas. En su réplica al término de los trabajos congresuales, Craxi se diferenció de los defensores más intransigentes de la razón de Estado, afirmando que estando en juego una vida humana no se debían eliminar los márgenes razonables de negociación. Craxi también rechazó la propuesta del líder republicano Ugo La Malfa de que el presidente de la República, Giovanni Leone, renunciase para que el Parlamento eligiera a Moro, entonces prisionero de las Brigadas Rojas, como nuevo jefe del Estado. Craxi recordó a La Malfa que este fue uno de los principales electores de Leone como presidente.

#### Intentos para salvar la vida de Aldo Moro
En los siguientes días, Craxi intensificó sus esfuerzos para favorecer una «solución humanitaria» que permitiese la liberación del estadista democristiano sin entablar una verdadera negociación con el denominado «partido armado», pero trazando como hipótesis un acto unilateral de clemencia del Estado hacia los elementos brigadistas no culpables de asesinatos. Todo el PSI, con algunas excepciones como la del expresidente de la Cámara, Sandro Pertini, apoyó esta línea del secretario, que se reivindicaba de la tradición del llamado «humanismo socialista»: la institución social milanesa más importante, la Sociedad Humanitaria, que se remontaba a principios del siglo XX, había contado con la colaboración de Turati, Osvaldo Gnocchi Viani y Emilio Caldara, primer alcalde socialista de Milán.
Craxi fue el único líder político, junto a Amintore Fanfani y Marco Pannella, en declararse contrario a la intransigente «línea de la firmeza» que llegó a sostener que las cartas enviadas por Moro desde la «prisión del pueblo» no eran del estadista democristiano, al que habrían plagiado por su estado físico, moral y psicológico ante el secuestro. El PSI atrajo así fuertes críticas del llamado «partido de la firmeza», liderado sobre todo por los comunistas y el director del diario La Repubblica, Eugenio Scalfari, que además era exdiputado socialista.
La política italiana se dividió en dos facciones. Por una parte, el frente de la firmeza, compuesto por la DC, el PSDI, el PLI y la particular insistencia del PRI (cuyo líder Ugo La Malfa propuso la recuperación de la pena de muerte para los terroristas), que rechaza cualquier hipótesis de negociación; el PCI y el MSI, aunque con planteamientos diferentes, se situaban en los extremos del «no» a la negociación. En el frente posibilista destacaban Bettino Craxi y la gran mayoría de los socialistas, los radicales, la izquierda no comunista, los católicos progresistas como Raniero La Valle y hombres de la cultura como Leonardo Sciascia. Por otra parte, en ambos lados se encontraban posturas en disenso con la línea oficial. Por ejemplo, una parte de la DC estaba por el diálogo, entre los que se encontraba el presidente de la República, Giovanni Leone (listo para firmar un eventual indulto) y el presidente del Senado, Amintore Fanfani; en el PCI, Umberto Terracini era partidario de una actitud «"flexible"»; entre los socialdemócratas, Giuseppe Saragat difería de la posición oficial del secretario Pier Luigi Romita; mientras entre los socialistas Sandro Pertini declaró no querer asistir al funeral de Moro, pero tampoco al de la República.
Según el frente de la firmeza, la excarcelación de algunos brigadistas habría constituido una rendición por parte del Estado, no solo por la aquiescencia ante las condiciones impuestas desde su exterior, como por la renuncia a la aplicación de sus propias leyes y a la certeza de las condenas. Una negociación con los secuestradores, por otro lado, habría podido crear un precedente para nuevos secuestros, instrumentados para la liberación de otros brigadistas o la obtención de concesiones políticas; y más en general, una negociación con los terroristas habría representado un reconocimiento político de las Brigadas Rojas, mientras los métodos intimidatorios y violentos, y la no aceptación de las reglas básicas de la política, ponían al terrorismo fuera del debate institucional, independientemente de las virtudes de sus reivindicaciones.
Prevaleció la primera orientación, también en consideración del gravísimo riesgo de orden público y cohesión social que habría tenido lugar entre la población, en particular con la policía, que en esos años había pagado un tributo de sangre muy alto debido a los terroristas, ya que dos meses tras el secuestro de Moro, las Brigadas Rojas continuaron derramando sangre en el país, matando a los agentes Lorenzo Cotugno (el 11 de abril en Turín) y Francesco Di Cataldo (el 20 de abril en Milán).
Sin embargo, el Papa Pablo VI y el secretario general de la ONU Kurt Waldheim continuaron apelando a las Brigadas Rojas a la liberación del prisionero mientras Craxi, sobre la base de una resolución de la dirección de su partido, encargó a Giuliano Vassalli encontrar en los expedientes judiciales pendientes el nombre de algún brigadista que no estuviese manchado por actos de sangre y pudiese ser liberado por motivos humanitarios.
El trágico epílogo con el que concluyó el secuestro de Moro anticipó que se alcanzase una postura definitiva por parte del mundo político.

#### Adopción del símbolo del clavel
Ya a partir del 41.er Congreso el PSI renovó su imagen e ideología, con el nuevo símbolo del partido que pasó a ser (junto a la hoz y martillo, el sol y el libro del símbolo anterior) el clavel rojo, en homenaje a la tradición iconográfica decimonónica pre-bolchevique y a la Revolución portuguesa de 1974.

#### Elección de Sandro Pertini como presidente de la República

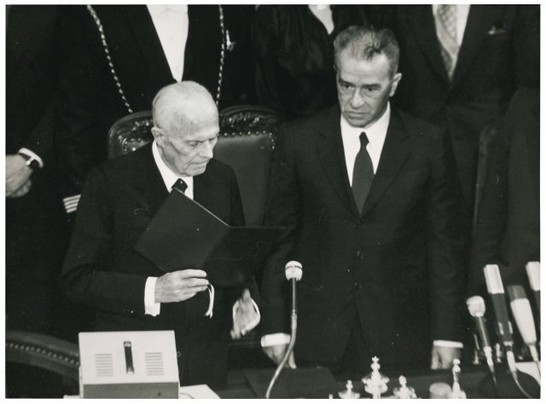
Sandro Pertini jura el cargo de presidente de la República ante el presidente de la Cámara de Diputados, Pietro Ingrao, en 1978.

El 8 de julio de 1978, tras la dimisión del presidente de la República, Giovanni Leone, y una extenuante batalla parlamentaria, Craxi logró hacer converger un gran número de votos a favor de Sandro Pertini, primer representante del Partido Socialista en entrar en el Quirinal, que obtuvo el apoyo determinante del PCI, que consideraba al veterano partisano socialista no favorable al nuevo curso craxiano en cuanto vinculado a una concepción tradicional de la izquierda.

#### Revisionismo ideológico socialista, alejamiento del marxismo y dialéctica con el PCI
En agosto de 1978 apareció en el semanario L’Espresso un amplio artículo titulado «El Evangelio Socialista», cuyas ideas reelaboraban las expuestas en un texto enviado a Craxi por Luciano Pellicani, profesor de Sociología política, en analogía con las ya presentadas en una recopilación de contribuciones en honor de Willy Brandt. El texto, firmado por Craxi, sancionaba el giro ideológico del PSI con la apertura de una vía cultural, diferente a la del PCI, que partiendo de Pierre-Joseph Proudhon, desmarcaba al PSI del marxismo, revalorizando el socialismo liberal de Carlo Rosselli. El abandono de la concepción doctrinal del marxismo ya había sido efectuado por el Partido Socialdemócrata de Alemania (SPD) durante el congreso de Bad Godesberg de 1959. La misma transformación se efectuó en el seno de otros partidos socialistas europeos y en los años 80 se desarrolló también en el PSI.
Para lograr credibilidad a nivel internacional y postularse al liderazgo de la izquierda italiana, a la par que los grandes partidos socialistas y socialdemócratas europeos, el grupo dirigente de Craxi sostuvo una nueva estrategia que liberase al partido del marxismo, que según los craxianos ahora ya no a la altura de una realidad social y económica muy diferente de la decimonónica y de la primera mitad del siglo XX. El PSI tendría por tanto que olvidar su papel de puente entre la DC y el PCI y dirigirse al asalto para demoler el Compromiso Histórico.
La nueva estrategia socialista tendría además que aclarar que el capitalismo, sistema económico-político que los socialistas autonomistas craxianos preferían denominar «de libre mercado», era perfectamente compatible con sus propios valores. Bajo las siglas de «Lib/Lab», nombre del ensayo redactado por Enzo Bettiza y Ugo Intini en 1979, el PSI y el Avanti! lanzaron un debate con personalidades del mundo liberal, republicano y laico como Enzo Bettiza, Giovanni Spadolini y Massimo Pini, buscando hacerlo popular entre los militantes socialistas, a través de la propaganda y la divulgación, no solamente de la socialdemocracia, sino con un posterior paso adelante el liberalsocialismo, desde el momento en el que todavía entonces la acusación de socialdemocracia aparecía como infamante para muchos dentro del PSI. En aquel momento el término «liberalsocialismo» entró con fuerza en el lenguaje del PSI, significando que, siempre según los craxianos, entre el socialismo y el libre mercado no existía ninguna contradicción, y sentando así las bases para la colaboración en los futuros gobiernos del «Quadripartito» y del «Pentapartito».
Por tanto, ya en los primeros meses de la secretaría de Craxi se estableció la iniciativa de un revisionismo y renovación ideológica del partido, de la cual Luciano Pellicani, que en la época era el director de la revista socialista Mondoperaio, fue el alma. Con la revalorización del pensamiento socialista libertario respecto al marxismo, que culminó en el ensayo de Craxi en L’Espresso, en el cual subrayaba todas las razones que conducían a una sustancial diferencia entre comunismo burocrático y totalitario y socialismo democrático y liberal, condenando sin contemplaciones el leninismo: «La profunda diversidad de los «socialismos» apareció con mayor claridad cuando los bolcheviques se apoderaron del poder en Rusia. Se contrapusieron y chocaron dos concepciones opuestas. De hecho, estaban quienes aspiraban a reunificar el cuerpo social a través de la acción dominante del Estado y quienes auspiciaban la potenciación y el desarrollo del pluralismo social y de las libertades individuales. […] La meta final es la sociedad sin Estado, pero para llegar allí parece que hay que estatizarlo todo. Esta es, en síntesis, la gran paradoja del leninismo. ¿Pero cómo es posible extraer la libertad total del poder total? […] [En su lugar] se hace omnipotente el Estado. […] El socialismo no coincide con el estalinismo, […] es la superación histórica del pluralismo liberal, sino su aniquilación».
Esto no hizo más que agudizar los conflictos con el PCI, ya manifestados ásperamente en torno a la gestión del caso Moro. Craxi se presentó ante los italianos de una manera totalmente nueva, al tomar por un lado explícitamente distancia del leninismo haciéndose referente de un socialismo no autoritario y por el otro mostrándose atento a los movimientos de la sociedad civil y a las luchas por los derechos civiles sostenidas por los radicales, además de cuidar la propia imagen a través de los mass media y sin despreciar ante la política-espectáculo.
En la misma época, la gestión del PSI («el partido de Craxi») comenzó a estar centralizada en manos del líder, a quien todos los notables reafirmaban. Esto provocó lo que se denominó una mutación genética en la base del Partido Socialista Italiano y de su electorado, atraído más por la capacidad de liderazgo de Craxi que por el propio partido. Con consecuencias fatales para la izquierda italiana tras la llegada del Tangentopoli, ya que en las elecciones generales de 1994 llevarían al electorado socialista craxiano, pero también a muchos dirigentes socialistas como Gianni Baget Bozzo, Margherita Boniver, Renato Brunetta, Fabrizio Cicchitto, Franco Frattini y la propia Stefania Craxi, ya imbuidos de anticomunismo y anti-izquierdismo, a abandonar rápidamente el PSI e incorporarse al despliegue del centro-derecha liderado por Silvio Berlusconi.

#### Muerte de Pietro Nenni
El 1 de enero de 1980, a las 03:20 de la madrugada, falleció el mentor y padre espiritual de Craxi, el líder del socialismo italiano Pietro Nenni. Le sustituyó en el cargo de presidente del partido Riccardo Lombardi, que lo mantendrá durante dos años hasta que sus diferencias con el desempeñó de Craxi como secretario le llevarán a presentar la dimisión.

#### Alianza del Pentapartito y presidencia de Craxi

Bettino Craxi en un mitin del PSI durante los años 80.

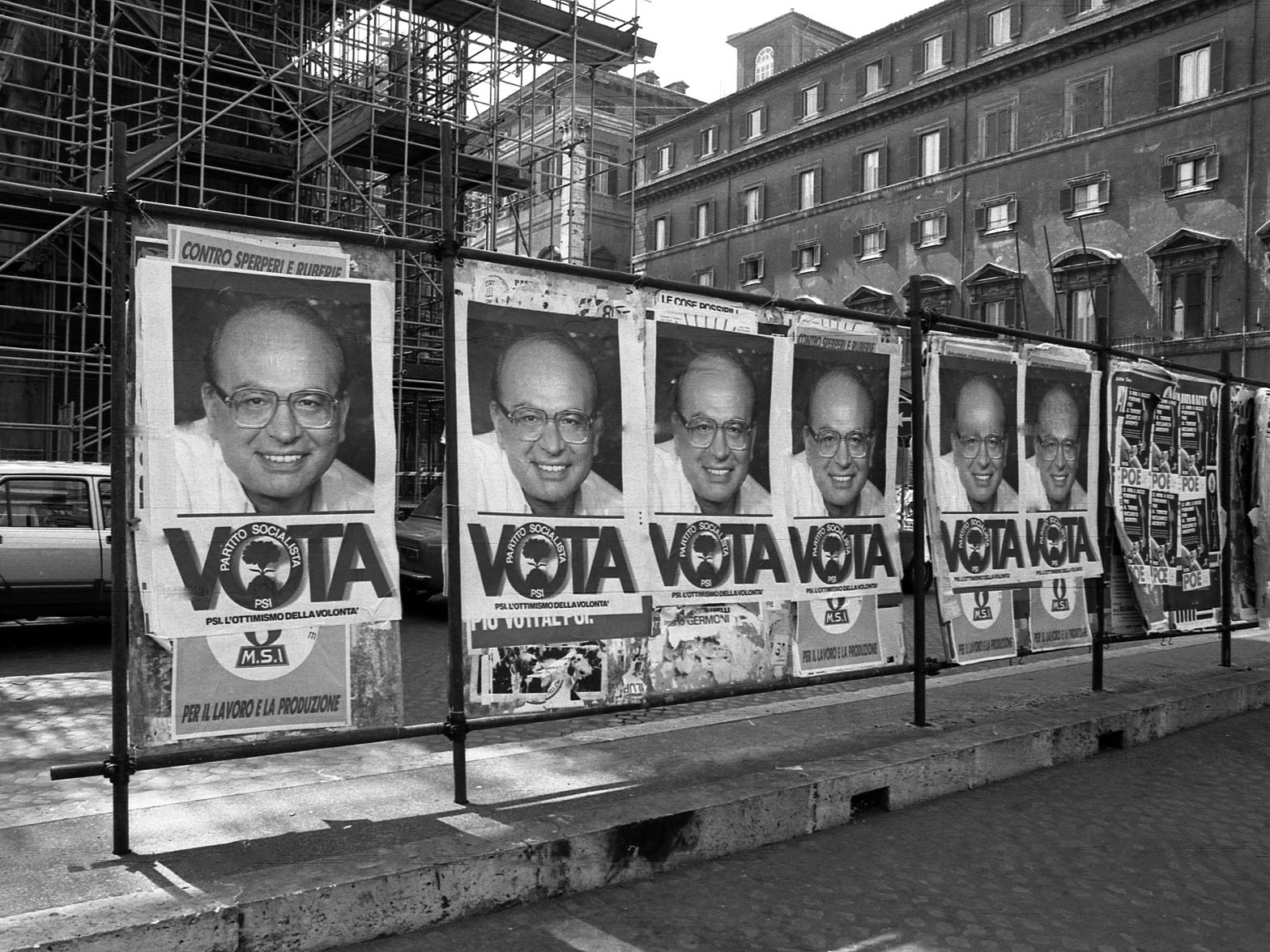
Carteles electorales del PSI durante la campaña de las generales de 1983.

En 1980, vista la indisponibilidad del PCI a buscar la alternativa de izquierdas y la elección de la mayoría de la DC de no proseguir con los denominados «gobiernos de amplio consenso», con la participación de los comunistas en la mayoría de gobierno (aunque sin la participación de sus representantes en el ejecutivo), se inauguró la fase de los gobiernos del «Pentapartito», constituidos por el PSI, junto a la DC, el PSDI, el PLI y el PRI. Tras los primeros dos gobiernos de presidencia laica encabezados por el republicano Giovanni Spadolini en 1981 y 1982, en 1983 nació el primer gobierno de liderazgo socialista y Craxi se convirtió en el primer presidente del Consejo de Ministros socialista de la historia de Italia. Craxi lanzó una campaña por la gobernabilidad asumiendo tonos cada vez más presidencialistas, con lo que los diarios denominarán la «garra» de Craxi. También hubo quienes lo presentaron como la única alternativa posible mientras se estuviese ante una «democracia bloqueada» por la presencia del mayor partido comunista de Occidente.
Refiriéndose a la primera elección por aclamación jamás lograda por un secretario del PSI (Congreso de Verona, 1984), el histórico Giuseppe Tamburrano, criticó así los modos de gestión de Craxi en el partido y las relaciones con el grupo dirigente: «En el PSI el jefe fue investido directamente por el Congreso (con una reforma de los Estatutos propuesta y preparada por mí que, sin embargo, también preveía la elección por el Congreso de la dirección para equilibrar el poder del líder, que obviamente se pospuso). Bettino, quien además de la investidura del Congreso tenía un carisma personal, disponía de un sistema feudal de beneficios (cargos) a cambio de recursos y votos, en el partido y especialmente en las elecciones. Así, se crearon potentados reales con un poder relativamente autónomo (como los señores del sistema feudal)».

#### Elecciones municipales de 1985 y elecciones generales de 1987
En 1987 el PSI retiró definitivamente la hoz, el martillo, el sol y el libro de su propio emblema para remarcar su intención de construir una izquierda alternativa y profundamente reformista liderada por el PSI y nunca más hegemonizada por el PCI. El electorado premió esta elección con el aumento de los votos del 9,8% obtenido en las elecciones de 1979 al 14,3% en las de 1987. El PSI, sin embargo, estaba aún muy lejos de representar un liderazgo alternativo en la izquierda al PCI, que en 1987 obtuvo el 26,6% de los votos.

#### Fin del comunismo y proyecto de Unidad Socialista

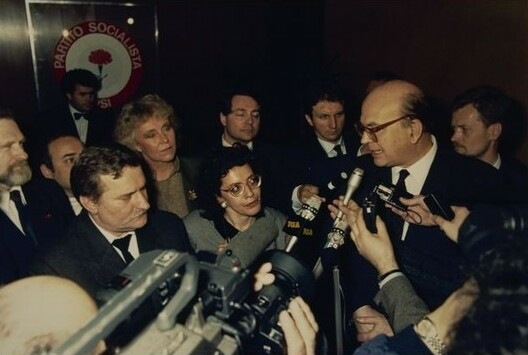
Bettino Craxi junto a Lech Walesa, en un encuentro del líder polaco con los secretarios de DC, PCI y PSI, en abril de 1989.

Con la caída del Muro de Berlín en 1989 y el fin del régimen comunista en la Unión Soviética y los países del Bloque del Este, estimando una inminente crisis del PCI en Italia, Craxi lanzó la idea de la «Unidad Socialista» con la finalidad de superar la escisión de Livorno de 1921, determinada en aquella época por las directrices soviéticas, y reconstruir la unidad de la izquierda italiana, insertándola en la tradición del socialismo democrático de Europa occidental. La propuesta también iba dirigida al PSDI, siendo ya superadas las motivaciones políticas de la escisión del Palacio Barberini de 1947, y a la corriente reformista del PCI, solicitando que esta última convenciese a la mayoría del partido para adherirse al proyecto.
Craxi demostró así una cierta capacidad de previsión, en cuanto el PCI, perdido su histórico referente a nivel internacional, se dividió entre quienes dieron vida al más moderado y reformista Partido Democrático de la Izquierda (PDS) y los militantes que no aceptando no definirse más como comunistas confluyeron en el Partido de la Refundación Comunista (PRC). Además, los primeros resultados electorales del PSI parecían alentadores, ya que en las elecciones regionales de 1990 lograron un 15,3% como media nacional. En este periodo la imagen del partido vino casi a coincidir con la de su líder, tanto que muchos políticos, escritores y periodistas hablarían de «craxismo».
La vida interna del partido registró una dialéctica cada vez más asfixiante y la gestión administrativa, en la que Rino Formica había abandonado su papel de tesorero a favor de Vincenzo Balzamo, observó una preponderancia del secretario político, un reflejo de su abrumadora mayoría en el Congreso. El papel de garante entre las corrientes del secretario administrativo vino a menos con el totalitarismo del consenso craxiano y el secretario administrativo se redujo a un mero ejecutor de las directivas que el secretario político le dirigía puntualmente.

### Crisis y puesta en liquidación
Tras el escándalo del Tangentopoli en 1992, destapado por la magistratura milanesa con la investigación denominada Manos Limpias, que involucró fuertemente a todos los partidos de la Primera República, el partido entró en crisis y tras la dimisión de Craxi cambió rápidamente diversos secretarios hasta su ruptura definitiva en varios pequeños partidos y movimientos.

#### Tangentopoli y Gobierno Amato

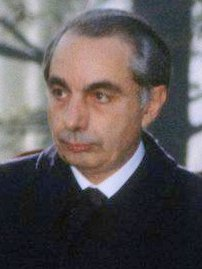
Giuliano Amato durante su época como primer ministro de Italia.

En las elecciones generales de abril de 1992 el PSI obtuvo el 13,5% de los votos, perdiendo un 0,65% respecto a las anteriores elecciones y el 1,8% respecto a las elecciones regionales de 1990, con la elección de 92 diputados y 49 senadores.
El presidente de la República, Oscar Luigi Scalfaro, solicitó a Craxi, como secretario del PSI, una terna de candidatos para encargarle la presidencia del Consejo y recibió la indicación de Amato, De Michelis o Martelli, así propuestos «no solo por motivos de orden alfabético». La presidencia del Consejo fue así adjudicada a Giuliano Amato, pero el Gobierno duró menos de un año, debilitado por las críticas sobre la financiación pública de los partidos y sobre todo por la derrota de los partidos del Gobierno en el referéndum del 18 y 19 de abril de 1993 promovido por el Partido Radical. En particular, los ciudadanos se expresaron a favor de la abolición de la financiación pública a los partidos con una mayoría del 90,30%.
El colapso del sistema siguió, desgastado hasta la Caída del Muro de Berlín y el fin de la Guerra Fría, un respiro tras el cual comenzó a desmoronarse. Ya durante toda la década anterior algunos dirigentes del PSI habían estado involucrados, junto a representantes de otros partidos, funcionarios públicos y empresarios, en las prácticas de gestión imputadas a la generalidad del sistema de partidos: entre los escándalos que condujeron a investigaciones criminales contra los representantes de los partidos estuvieron los de Turín (caso Zampini de febrero de 1983), con una primera inculpación del político nacional Giusi La Ganga, el de Savona (caso Teardo de junio de 1983), con la detención del representante socialista ligur por asociación de malhechores encaminada a intimidar a los empresarios arrepentidos de pagar el soborno denominado «mazzetta», el de Brindisi (caso Trane de junio de 1987), con la detención del secretario del ministro de Transportes, Claudio Signorile, por sobornos relacionados con el aeropuerto de Venecia y algunas estaciones de ferrocarril, el de Viareggio (en el verano de 1987), con la detención por sobornos de algunos administradores locales incluido Walter De Ninno, funcionario de la secretaría nacional del PSI, y el de Trento: el juez Carlo Palermo inició en junio de 1983 algunas pesquisas para investigar el suministro de armas a Argentina y sobre la cooperación en Somalia y Mozambique, en lo que habrían participado Paolo Pillitteri y Ferdinando Mach di Palmstein.
Fueron responsabilizados como responsables de los sucesos del Tangentopoli por parte de la cúpula craxiana el «partido de los periódicos», con Agnelli, De Benedetti y Gardini, que lo controlaban casi completamente; el «partido de los magistrados», con el grupo de manos limpias que se materializó en Roma y Milán, coadyuvado por el PCI-PDS, que habría actuado para intentar liquidar al PSI y sobre todo a Craxi, para ocupar su posición en Italia y en la Internacional Socialista. Massimo D’Alema habría confirmado este proyecto en el libro-entrevista D’Alema: la prima biografia del segretario del PDS, editado por Longanesi en 1995:

«Debíamos cambiar de nombre. No teníamos alternativa. Éramos como una gran nación india encerrada tras las montañas, con una sola vía de salida, y allí estaba Craxi con su propuesta de unidad socialista. ¿Cómo salir de aquél cañón? Craxi tenía una indudable ventaja sobre nosotros: era el jefe de los socialistas en un país europeo occidental. Por tanto, él representaba la izquierda justa para Italia, sólo que tenía la desventaja de ser Craxi. Los socialistas estaban históricamente del lado correcto, pero se habían transformado en un grupo empresarial aferrado al poder democristiano. La unidad socialista era una gran idea, pero sin Craxi. Entonces teníamos una sola opción: convertirnos nosotros en el partido socialista de Italia».

En mayo de 1992 llegaron las primeras notificaciones de imputación a muchos parlamentarios de varios partidos, entre los cuales destacaban los nombres de dos exalcaldes socialistas de Milán, como Carlo Tognoli y Paolo Pillitteri, cuñado de Craxi.
El 2 de septiembre de 1992 el diputado socialista Sergio Moroni, imputado por receptación, corrupción y violación de la ley de financiación de partidos, se suicidó, dejando una carta-testamento dirigida al entonces presidente de la Cámara de Diputados, Giorgio Napolitano, en la cual denunciaba que:

«[E]stamos viviendo meses que marcarán un cambio radical en la forma de ser de nuestro país, su democracia, las instituciones que son su expresión. En el centro se encuentra la crisis de los partidos (de todos los partidos) que deben modificar la sustancia y la naturaleza de su papel. Sin embargo, no es justo que esto suceda a través de un proceso sumario y violento, mediante el cual la rueda de la fortuna asigne a los individuos la tarea de la «aniquilación» usada en algunos ejércitos, y de alguna manera me parece encontrar conexiones con ello. Tampoco me extraña la creencia de que fuerzas oscuras cultiven proyectos que no tienen nada que ver con la renovación y la «limpieza». Un gran velo de hipocresía (compartido por todos) ha cubierto durante años los modos de vida de los partidos y su sistema de financiación. Es una cultura completamente italiana en la definición de reglas y leyes que usted sabe que no serán respetadas, comenzando por el entendimiento tácito de que juntas definirán la solidaridad en la construcción de los procedimientos y comportamientos que violarán esas mismas reglas».

El administrador del partido, Vicenzo Balzamo, sufrió un infarto de miocardio y fue operado de urgencia el 26 de octubre tras haber recibido la imputación por receptación, corrupción y violación de la ley de financiación de partidos. Balzamo murió en el Hospital San Raffaele de Milán la mañana del 2 de noviembre de 1992 a la edad de 63 años.
Entre tanto, Claudio Martelli tomó definitivamente distancia de Craxi, fundando en el interior del PSI el grupo Renovación Socialista.
El 26 de noviembre de 1992, la Asamblea Nacional del PSI se dividió por primera vez tras once años de significativa unanimidad craxiana. Fueron presentados tres documentos: uno por parte de Giuseppe La Ganga basado en la plena solidaridad con Craxi; otro por parte de Mauro Del Bue, apoyando las posiciones de Martelli; y el de Valdo Spini. El primero obtuvo 309 votos (63%), el segundo 160 (33%) y el de Spini 20 (4%). Craxi permaneció todavía firmemente en el liderazgo del partido, aunque por primera vez con una mayoría más reducida, a causa de la defección del grupo de Martelli.
En diciembre de 1992 el secretario del PSI recibió su primera imputación.

#### Secretarios Benvenuto y Del Turco
El 26 de enero de 1993 los «quarantenni» del partido, organizados hacía poco en la corriente Alianza Reformista, promovieron la manifestación nacional «Salir de la crisis. Construir el futuro». Abriendo la manifestación estuvo el presidente de la región Emilia-Romaña, Enrico Boselli. El 31 de enero fue en cambio el grupo de Valdo Spini el que promovió la asamblea abierta «La renovación del PSI». El 11 de febrero de 1993 Craxi dimitió como secretario del PSI, tras las revelaciones sobre la cuenta suiza conocida como «conto protezione» que le implicaban, junto a su ex-delfín Claudio Martelli, en la acusación de bancarrota fraudulenta. El propio Martelli en aquel momento estaba en liza para suceder a Craxi como secretario, pero la noticia de su imputación le obligó a dimitir del Gobierno y del PSI. En la Asamblea Nacional del 12 de febrero fue entonces elegido como secretario el exsecretario nacional de la Unión Italiana del Trabajo (UIL), Giorgio Benvenuto, batiendo al candidato alternativo Valdo Spini, que recibió 223 votos (42%). Como presidente del partido fue elegido Gino Giugni.
El 22 de abril de 1993 el Gobierno Amato, diezmado por las continuas dimisiones de ministros y subsecretarios, que poco a poco iban siendo imputados, anunció la dimisión. Le sucedió el 28 de abril el Gobierno Ciampi que, inicialmente, incluyó además la participación de tres ministros poscomunistas del Partido Democrático de la Izquierda. El 29 de abril, tras una vehemente autodefensa de Craxi, que entre otras cuestiones puso en duda nuevamente a todos sus colegas parlamentarios, la Cámara de Diputados negó su autorización para retirar la inmunidad parlamentaria al ex primer ministro socialista. El 30 de abril, justo tras una manifestación en la Plaza Navona de Roma contra el voto parlamentario favorable a Craxi, en la cual intervinieron el secretario del PDS, Achille Occhetto, el entonces portavoz parlamentario de la Federación de los Verdes, Francesco Rutelli y el exmagistrado Giuseppe Ayala, entonces diputado electo en la lista del Partido Republicano Italiano, que animaron a los presentes a protestar, se produjo la protesta contra el expresidente del Consejo en la calle Febo, delante de la salida del Hotel Raphael, con el famoso lanzamiento de monedas y consignas burlonas hacia Craxi. 

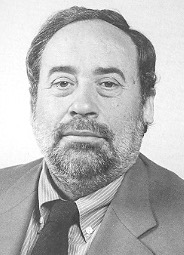
Ottaviano del Turco, secretario del PSI en 1993-1994.

Tras apenas cien días desde su nombramiento como secretario del PSI, durante los cuales el 4 de mayo había obtenido de la Ejecutiva del partido que los encausados fuesen suspendidos de cualquier actividad en el mismo, Benvenuto dimitió, también a causa del continuo obstruccionismo de los últimos craxianos ante su proyecto de renovación del PSI. Se le había reprochado querer abandonar a su suerte a Craxi, justo en el momento de mayores ataques contra él por parte del PDS, el mismo partido con el que habría querido que el PSI se aliase. Giugni también dimitió, pero fue reconfirmado en su cargo de presidente del PSI. El 28 de mayo la Asamblea Nacional eligió al exsecretario nacional adjunto de la CGIL, Ottaviano Del Turco, como nuevo secretario nacional del PSI. El grupo de Spini presentó un documento alternativo. Al día siguiente nació el grupo Renacimiento Socialista, liderado por Benvenuto y Enzo Mattina, que gradualmente abandonaron el PSI. Benvenuto abandonó posteriormente aquel grupo y fue uno de los fundadores del movimiento político Alianza Democrática. 
En las elecciones municipales del 6 de junio de 1993 muchos votantes pasaron de los partidos tradicionales a la Liga Norte y al Movimiento Social Italiano, dos partidos antisistema que se presentaban ante los electores como inmunes a la financiación ilícita y a la corrupción. El PSI salió diezmado de aquellos comicios: en Milán, viejo feudo del socialismo y después del craxismo, el PSI presentó al alcalde saliente, Giampiero Borghini, que obtuvo un catastrófico 2,2%. En las otras grandes ciudades la situación no fue mejor: en Turín, donde el PSI se alió con los socialdemócratas, consiguió el 1,8%; en Catania, donde la DC se mantenía a duras penas, el PSI ni siquiera se presentó. Estas elecciones, aunque limitadas a un ámbito no representativo de todo el electorado italiano, indicaban el inminente colapso del Partido Socialista. Gracias al voto del sur, no obstante, el PSI llegaba al 5% de media nacional. Sin embargo, en el norte el PSI se había desvanecido, aplastado por una Liga avasalladora y un PDS en ascenso.
Ottaviano Del Turco desautorizó la posición defensiva de Craxi y rechazó recopilar sus indicaciones sobre algunas cuentas bancarias extranjeras. Para intentar salvar al partido decidió no presentar a las elecciones a ningún representante acusado de corrupción. 
El 16 de diciembre se celebró la última Asamblea Nacional del PSI en la que Craxi tomó la palabra. Los craxianos intentaron retomar el control del partido. En el orden del día estaba la propuesta de cambio de nombre y de emblema: de PSI a PS y del clavel a la rosa, referente al símbolo del socialismo europeo. La intervención de Craxi fue en defensa de todos los socialistas en su propia condición de implicado o procesado y contra aquella parte del grupo dirigente que sostenía querer llevar adelante una forma de renovación a través de la marginación de los craxianos y escorarse definitivamente al naciente polo progresista. La mayoría del PSI se posicionó con Del Turco con 156 votos contra los 116 pro-Craxi. 
Entre tanto, el partido del clavel, ya en el punto de mira de las investigaciones judiciales, hubo de afrontar una dramática situación financiera: el déficit era cercano a los 70 mil millones de liras y existía una galaxia de deudas cercana a los 240 mil millones. En agosto de 1993 el partido, por morosidad, fue desahuciado de la sede histórica de Via del Corso, convertida en el último periodo en uno de los símbolos del poder craxiano. La crisis financiera obligó al PSI a cerrar las revistas históricas Mondoperaio y Critica Sociale. También el periódico Avanti! tuvo que cerrar sus puertas y la dirección nacional del partido en Roma se trasladó a los locales de Via Tomacelli, que era la sede del Avanti! y del centro Mondoperaio.
Muchos craxianos como Ugo Intini, Margherita Boniver y Franco Piro no compartieron las decisiones de Del Turco y solicitaron la nulidad de la Asamblea Nacional del 16 de diciembre de 1993, a su parecer convocada sin el número legal requerido, así como de las decisiones tomadas en aquella reunión, como la convocatoria de los «Estados Generales para la Constituyente Socialista», reunión no prevista en los estatutos, la sustitución del clavel por la rosa y la apertura al PDS. Así, estos representantes abandonaron el partido y el 28 de enero de 1994 dieron vida a la Federación de los Socialistas, que en las elecciones generales de aquel año se presentó conjuntamente con el PSDI dando lugar a la lista Socialdemocracia por la Libertad. El 29 de enero de 1994, Del Turco celebró los «Estados Generales para la Constituyente Socialista», con la presencia del presidente de la Internacional Socialista, el francés Pierre Mauroy, afirmando que el partido permanecería en la izquierda aliándose con el PDS de Achille Occhetto.

#### Elecciones generales de 1994 y alianza de izquierdas
Con ocasión de las elecciones generales del 27-28 de marzo de 1994, las primeras con el sistema electoral mayoritario del Mattarellum, el PSI participó en la coalición de izquierdas Alianza de los Progresistas, promovida en primer lugar por los ex-comunistas del PDS, con la candidatura de su secretario Achille Occhetto a la presidencia del Consejo, que no obstante perdió las elecciones, derrotada por el nuevo partido Forza Italia, fundado poco antes de las elecciones por Silvio Berlusconi, en coalición con la Liga Norte en la Italia septentrional y con el Movimiento Social Italiano en el centro-sur del país. 
El PSI esperaba superar la barrera electoral del 4% de los votos, lo que le habría permitido elegir parlamentarios propios en la cuota proporcional, pero consiguió sólo el 2,5% de los sufragios, unos 800.000 votos. Los socialistas lograron por tanto elegir 14 diputados en el colegio uninominal de la Cámara, contra los 92 electos en la anterior legislatura de 1992 con el sistema electoral proporcional, además de 9 senadores. Los diputados del PSI, no llegando al número suficiente para constituir un grupo parlamentario autónomo, entraron a formar parte del grupo unitario de izquierdas denominado Progresista-Federativo. En el Senado, por su parte, lograron constituir un grupo autónomo, gracias a la adhesión del senador vitalicio Francesco De Martino, exsecretario nacional del PSI.
Sin embargo, la participación de los socialistas en la coalición de Occhetto no era el único final posible. Durante los años de la crisis se especuló con unas declaraciones de Craxi, cuando todavía era secretario, aunque ya debilitado por el derrumbe del sistema: «Si los comunistas no pueden ser detenidos, tenemos una carta en la manga. Hace falta que Berlusconi entre en política personalmente». La irrupción en el terreno de juego del futuro fundador de Forza Italia y presidente del Consejo, como había auspiciado Craxi, se confirmó en 1994 en los prolegómenos de las elecciones generales durante una llamada telefónica a Ugo Intini por parte de Berlusconi, en la que este dijo: «Esperemos poder hacer razonar a Segni y que se decida a liderar una candidatura para batir a Occhetto. Si no, lo intentaré yo directamente».

#### Elecciones europeas de 1994 con la Alianza Democrática
En las sucesivas elecciones europeas de 1994, celebradas con el sistema proporcional sin barrera electoral, el partido creó la lista Demócratas por Europa junto a Alianza Democrática, que obtuvo el 1,8%, eligiendo eurodiputados a los socialistas Riccardo Nencini y Elena Marinucci.

#### Salida del partido de la corriente laborista
Tras el decepcionante resultado de las elecciones, Del Turco presentó la dimisión como secretario. El 21 de junio de 1994 el Comité Directivo del PSI aceptó la dimisión y con el voto de todos los presentes, excepto el de Enrico Manca y Fabrizio Cicchitto, nombró a Valdo Spini coordinador nacional, encargándole la tarea de organizar para el siguiente mes de septiembre el Congreso Extraordinario del partido.
Sin embargo Spini, convencido entonces de la necesidad de que el PSI cambiase completamente su identidad, eliminando incluso el nombre de «socialistas», que en el imaginario colectivo, a causa tanto de la continua insistencia de los medios como de la sátira política sobre el papel del PSI en las investigaciones del Tangentopoli, se había convertido ya en sinónimo de corrupción, convocó el 26 de julio de 1994 una reunión para promover la «Constituyente Laborista». El 5 de noviembre fue constituida en Florencia la Federación Laborista, que abandonó el PSI, determinando así el definitivo colapso financiero del partido, privado además de la contribución mensual de los diputados y senadores socialistas.

#### XLVII Congreso y puesta en liquidación
Apenas una semana después, el 13 de noviembre de 1994, se celebró en la Feria de Roma, en un clima de fuerte tensión, pero también de casi resignación, el XLVII Congreso del histórico partido del socialismo italiano, compuesto por delegados socialistas que habían decidido no seguir a Spini en el nuevo partido laborista. Se enfrentaron dos posiciones: la mayoritaria, apoyada por el exsecretario del PSI Ottaviano Del Turco y Enrico Boselli, que a causa de la desastrosa situación financiera del partido proponía su puesta en liquidación, con el nombramiento de un comisario liquidador en la persona de Michele Zoppo, ya liquidador del Avanti!, e inmediatamente después la constitución de una nueva formación política denominada Socialistas Italianos. La moción minoritaria era contraria a la disolución del PSI y estaba apoyada por Fabrizio Cicchitto y Enrico Manca, que posteriormente darían vida al Partido Socialista Reformista. 
La mayoría del congreso, asumiendo la gravísima crisis política y la insostenible situación financiera por la que atravesaba el partido, decidió la puesta en liquidación del PSI y de hecho su disolución. Fue una decisión dolorosa, debida principalmente a los motivos económicos. El enorme endeudamiento del partido y el colapso del grupo dirigente de la época craxiana, la reducción de la financiación interna por las cuotas de afiliación y contribuciones de parlamentarios y administradores locales, hicieron que las secciones y sedes del PSI fuesen desahuciadas por bancos y acreedores. El propio exsecretario Del Turco sufrió la ejecución hipotecaria de algunas propiedades inmobiliarias heredadas de sus antepasados en Abruzzo.

### Diáspora socialista
El día de la disolución del partido dio inicio oficialmente la diáspora socialista en Italia. El 13 de noviembre de 1994 nacieron dos formaciones socialistas diferentes:
- Los Socialistas Italianos, con Enrico Boselli como secretario y Gino Giugni como presidente, que abogaban por crear una coalición democrática de izquierdas;
- El Partido Socialista Reformista, con Fabrizio Cicchitto como secretario y Enrico Manca como presidente, que decidió permanecer en la izquierda, pero con una posición autónoma.

Otras formaciones en torno a las cuales se agruparon los exmilitantes del PSI fueron también:
- La Federación Laborista liderada por Valdo Spini;
- Alianza Democrática, en la cual había confluido el grupo Renacimiento Socialista liderado por Giorgio Benvenuto y Enzo Mattina.

Además de las formaciones políticas mencionadas anteriormente, importantes representantes del disuelto Partido Socialista Italiano confluyeron a través de diversas experiencias en los siguientes partidos:
- Forza Italia / El Pueblo de la Libertad.
- Nueva Centroderecha / Alternativa Popular.
- Demócratas de Izquierda-La Margarita / Partido Democrático.

De hecho, en paralelo a estos partidos se crearon diversas asociaciones político-culturales de inspiración socialista: con Forza Italia Noi Reformatori Azzurri, Fundación Free y Joven Italia, con el Partido Democrático la asociación político-cultural Socialistas Democráticos por el Partido Democrático y la ex-corriente Socialistas Liberales de los DS.
En la XV legislatura (28 de abril de 2006 – 28 de abril de 2008) el grupo de exsocialistas del PSI electos al Parlamento italiano y al Parlamento Europeo fue muy reducida, ya que sólo 63 de 1.030 parlamentarios procedían del PSI: 33 en Forza Italia, 13 en Socialistas Democráticos Italianos, 12 en los Demócratas de Izquierda, 2 en el Movimiento por las Autonomías, 1 en el Nuevo PSI, 1 en la Unión de los Demócratas Cristianos y de Centro y 1 no perteneciente a ningún partido (Giovanni Ricevuto).
En el panorama político italiano hay diferentes partidos y movimientos políticos de inspiración socialista, a diferencia de cuanto se encuentra generalmente en otros países, donde existe como norma un único partido de inspiración socialista y/o socialdemócrata. Los dos grupos autónomos principales son el Nuevo PSI y el Partido Socialista Italiano liderado por Riccardo Nencini.

### Renacimiento
En 2007 se asistió al renacimiento del PSI, aunque muy reducido, por obra de representantes políticos de diversa procedencia, la mayoría de los cuales procedentes de los Socialistas Democráticos Italianos y del Nuevo PSI.
En julio de 2007, Enrico Boselli, entonces secretario de los SDI y miembro de la Rosa en el Puño junto a los Radicales Italianos, anunció su deseo de reconstituir el PSI original, dando vida a una constituyente abierta a las fuerzas laicas de izquierda moderada y democrática que no se reconociesen en el Partido Democrático. 
Se constituyó así un nuevo sujeto político con el nombre de Partido Socialista. En las elecciones generales de 2008 el PS obtuvo el 0,9% de los votos. El resultado electoral, insuficiente para elegir representantes socialistas en el Parlamento, llevó a la dimisión de Boselli en fuerte polémica con el entonces secretario del PD, Walter Veltroni, que había rechazado la coalición de su partido con el Partido Socialista, prefiriendo a la Italia de los Valores de Antonio Di Pietro, que se había comprometido a constituir un grupo único con el PD en el Parlamento, compromiso del que se retractó tras las elecciones.
El Congreso del PS de finales de junio de 2008 vio enfrentarse a tres candidatos por el cargo de secretario, entre ellos a Riccardo Nencini, en aquella época presidente del Consejo Regional de la Toscana y fuerte representante de la línea continuista de Enrico Boselli, que aspiraba a la alianza con el Partido Democrático; Pia Locatelli, eurodiputada y partidaria de la tesis lanzada en la asamblea por Chianciano Terme favorable a un sujeto político liberal, radical, socialista y laico autónomo; y Angelo Sollazzo, que propugnaba una apertura a los partidos de la izquierda radical. La victoria fue para Riccardo Nencini, que fue elegido secretario nacional.
El 7 de octubre de 2009 el PS retomó el histórico nombre de Partido Socialista Italiano.

## Corrientes
Desde los años sesenta el PSI estuvo dividido en cuatro corrientes, cada una de ellas inspirada por principios diferentes. Anteriormente las divisiones habían sido, básicamente, entre reformistas y maximalistas antes del advenimiento del fascismo y entre frentismo (alianza con el PCI) y autonomismo en la segunda posguerra. Las corrientes de los años sesenta y setenta fueron más precisas y organizadas. 

### 1904-1948
- Reformistas y turatianos: capitaneados por Filippo Turati, fue una corriente muy fuerte en el partido en la época en la que no obstante estaba escorado hacia las posturas revolucionarias. Favorable a una apertura hacia los liberales de Giovanni Giolitti durante la época de este como primer ministro y convencidos pacifistas y antimilitaristas, adversos tanto a la intervención italiana en Libia como en la Primera Guerra Mundial, sostenían el reformismo parlamentario como vía para llegar a un socialismo democrático. Críticos con el desarrollo de la Revolución de Octubre y su líder Lenin, fueron expulsados del partido tras las presiones de este último en 1922 y fundaron el Partido Socialista Unitario, escorado a posiciones democráticas y con Giacomo Matteotti como secretario.

- Maximalistas: la corriente inicialmente mayoritaria en el interior del partido, minoritaria a partir de la época giolittiana y nuevamente mayoritaria tras la Revolución de Octubre, de la cual fueron partidarios. Se inspiraban en los conceptos del socialismo revolucionario y concebían para Italia una solución basada en el modelo soviético que superase los límites de la democracia liberal, con la cual rechazaban dialogar. Algunos de sus partidarios apoyaron las intervenciones militares italianas como posibilidad de obtener nuevas tierras para los campesinos, aunque otros se opusieron como los reformistas. Tras la Revolución rusa se convirtieron en la mayoría del partido dejando en franca minoría a los reformistas, que fueron expulsados en 1922. Algunos maximalistas confluyeron en 1924 en el Partido Comunista de Italia, como Antonio Gramsci y Palmiro Togliatti, mientras la mayor parte permaneció en el PSI, que fue reconstituido clandestinamente tras la disolución operada por el régimen fascista con el mismo nombre de Partido Socialista Italiano y que sería la base del renovado partido en el Partido Socialista Italiano de Unidad Proletaria (PSIUP).

### 1948-1962
- Frentistas: partidarios de la unidad de acción con el Partido Comunista Italiano y el Bloque del Este, fuertemente antiatlantistas y antidemocristianos, defendieron la formación del Frente Democrático Popular y de la sucesiva unidad de acción social-comunista. Generalmente de tendencia más democrática que los comunistas pero todavía cercanos a las viejas aspiraciones revolucionarias y maximalistas,[79] vieron decepcionados la apertura del PSI al centrismo efectuada por el secretario Nenni y fundaron el Partido Socialista Italiano de Unidad Proletaria, que perseguía seguir adelante con las posturas frentistas y filocomunistas. Inicialmente fue también favorable al frentismo el secretario Pietro Nenni, futuro autonomista.

- Autonomistas y saragatianos: partidarios esencialmente del socialismo democrático, estuvieron al principio en minoría ante la decisión de Pietro Nenni de aliarse con los comunistas. Sostenían en cambio una autonomía socialista y, en el caso de los saragatianos, un alineamiento con el bloque occidental y la Democracia Cristiana. En 1947, decepcionados por la política frentista, muchos de ellos fundaron el Partido Socialista Democrático Italiano, basado en la socialdemocracia y en el rechazo del comunismo soviético. A partir de 1957 el propio Nenni, que había promovido la unidad de acción frentista, se convirtió en líder de la fracción autonomista que proyectará la breve reunificación con los socialdemócratas.

### 1962-1994
- Autonomistas y craxianos: con el histórico líder político socialista Pietro Nenni a la cabeza, sucedido por su delfín Bettino Craxi, en diversos periodos fue la corriente predominante.[80] Compuesta inicialmente por socialistas autonomistas particularmente hostiles al comunismo, constituía la derecha interna, ligada a los valores del socialismo liberal. Sus posiciones sobre temas éticos o sociales eran severos (recuérdese su firme oposición a las drogas y al crimen organizado).[81] Ferozmente atenta a los temas ligados a la identidad nacional, era favorable a la alianza con la DC. Expresaba además su interés por una mayor sinergia con el PSDI, el PRI y los representantes del cristianismo social.

- Riscossa socialista: nacida de la diarquía entre Giacomo Mancini y Francesco De Martino, aliada de confianza a ojos de Nenni, se distinguía a veces por las críticas dirigidas a Craxi. Sus representantes tenían un punto de referencia a nivel de teoría macroeconómica en las posiciones de Federico Caffè.

- Giolittianos: liderada por Antonio Giolitti y tras su salida del PSI para volver al PCI por Giuliano Amato, era la corriente moderada del partido. Si de un lado se oponía a los comunistas (en particular tras los acontecimientos húngaros de 1956), también era adversa a la DC, a la cual criticaba el oportunismo y la corrupción de algunos de sus miembros. Distante del marxismo, en economía miraba con atención al keynesianismo.

- Izquierda lombardiana: corriente marcadamente de izquierda, estuvo en minoría tanto respecto a Nenni (a pesar de un inicial apoyo) como a Craxi (aunque él mismo estuvo inicialmente apoyado por los lombardianos, que fueron determinantes en su elección como secretario). Tomando el nombre del histórico líder político Riccardo Lombardi, se inspiraba en el socialismo clásico y el sindicalismo.[82] No dejó de auspiciar nunca una evolución en sentido socialdemócrata del PCI, al que proponía la perspectiva de la alternativa de izquierdas,[83] respecto a la cual los comunistas se expresaron desfavorablemente. La corriente teorizaba una línea de «acomunismo» (Lombardi, procedente del Partido de Acción, se había opuesto en 1947 a la participación de los socialistas en el Frente Democrático Popular), que a menudo le hacía oscilar en sus relaciones con el PCI.[84]

Hasta 1964 la izquierda socialista estuvo representada en cambio por el grupo liderado por Lelio Basso, Vittorio Foa, Francesco Cacciatore y Lucio Libertini, contrario a la alianza del PSI con la DC y la constitución del Gobierno de centro-izquierda orgánico y partidario de una política de «unidad de clase» con el PCI. La corriente que posteriormente se convertiría en PSIUP estaba dividida en su interior entre una más ligada a la tradición del socialismo libertario de ascendencia marxista-luxemburguista (Basso), sectores de extrema izquierda muy críticos con la moderación del PCI (Libertini) y un ala fuertemente unitaria con los comunistas (Tullio Vecchietti e Dario Valori). Fue la salida de parte de este grupo, que formó el PSIUP en divergencia con el centro-izquierda, lo que permitió a la izquierda lombardiana ocupar el espacio de la izquierda socialista dentro del PSI.

### Resultados de los congresos
- 1959
  - Moción Nenni – 273.271 votos – 47 asientos
  - Moción Basso – 40.933 votos – 7 asientos
  - Moción Vecchietti – 153.060 votos – 27 asientos
- 1965
  - Moción Nenni-De Martino – 345.907 votos – 80 asientos
  - Moción Giolitti-Lombardi – 80.923 votos – 19 asientos
  - Mociones locales – 6.660 votos – 2 asientos
- 1968 (PSI-PSDI Unificados)
  - Moción Ferri (Autonomía Socialista) – 35,54%
  - Moción De Martino (Riscossa y Unidad Socialista) – 32,23%
  - Moción Tanassi (Renovación Socialista) – 17,35%
  - Moción Lombardi (Izquierda Socialista) – 9,09%
  - Moción Giolitti (Compromiso Socialista) – 5,78%
- 1976
  - Moción De Martino – 42,7%
  - Moción Mancini – 19,8%
  - Moción Lombardi – 17,8%
  - Moción Nenni – 14%
  - Moción Bertoldi – 5,7%
- 1994
  - Moción Del Turco – 63,26%
  - Moción Manca-Cicchitto – 11,81%
  - Mociones locales (Biscardini e Nencini) – 24,93%

### Escisiones
- 1912 – Partido Socialista Reformista Italiano
- 1921 – Partido Comunista de Italia
- 1922 – Partido Socialista Unitario
- 1947 – Partido Socialista de los Trabajadores Italianos
- 1948 – Unión de los Socialistas
- 1949 – Movimiento Socialista Autonomista
- 1964 – Partido Socialista Italiano de Unidad Proletaria
- 1969 – Partido Socialista Democrático Italiano
- 1981 – Liga de los Socialistas
- 1993 – Renacimiento Socialista
- 1994 – Federación de los Socialistas
- 1994 – Federación Laborista

### Fusiones o unificaciones
- 1893 – Partido Socialista Revolucionario Italiano
- 1930 – Partido Socialista Unitario
- 1943 – Movimiento de Unidad Proletaria
- 1947 – Corriente socialista del Partido de Acción
- 1949 – Partido Sardo de Acción Socialista
- 1957 – Unidad Popular
- 1966 – Partido Socialista Democrático Italiano
- 1972 – Movimiento Político de los Trabajadores

## Ideología
En el curso de los años la ideología de base del PSI cambió mucho, adecuándose al periodo. Inicialmente con la fundación de 1892 el PSI era un agregado de fuerzas generalmente revolucionarias de diversas matrices ideológicas, socialistas, marxistas, anarquistas y republicanas revolucionarias. El propio primer diputado socialista, Andrea Costa, tenía tanto ideas anarquistas como socialistas revolucionarias. Había también una fuerte corriente feminista ante-litteram, que reivindicaba mayores derechos para las mujeres italianas, promovida sobre todo por la revolucionaria rusa Anna Kuliscioff, esposa de Costa. 
Hacia 1904 las corrientes ideológicas internas del PSI iniciaron un deslizamiento hacia un partido mayoritariamente orgánico y de inspiración más coherentemente socialista. Se dio de hecho una división entre socialistas maximalistas y socialistas reformistas o turatianos, por el liderazgo de Filippo Turati. Aunque ambas corrientes se referenciaban en el marxismo (la primera de modo ortodoxo y revolucionario, la segunda de modo heterodoxo como base del pensamiento, aunque de raíz basada en las reformas y el parlamentarismo), en la época identificado como única corriente socialista. En 1912, en la Italia giolittiana que entraba en guerra para ocupar Libia, fue clara por parte de ambas fracciones una connotación fuertemente pacifista y antimilitarista (aunque los maximalistas justificaban la violencia y la lucha armada si se trataba de la lucha de clases), pacifismo que volvió en 1915 con la Italia indecisa sobre si entrar o no en la Primera Guerra Mundial. En este periodo el maximalista Benito Mussolini pasó de las posiciones neutralistas a una visión muy personal del socialismo basada en el nacionalismo, el chovinismo y un fuerte intervencionismo. Ello llevó a la dirección del PSI a expulsarlo del partido.
Tras la guerra y la Revolución de Octubre en Rusia la corriente maximalista prevaleció decisivamente sobre la reformista, abogando por una revolución proletaria también en Italia basada en el modelo ruso. En este periodo los maximalistas se acercaron mucho a las posiciones leninistas y comunistas. Lenin presionaba para que el PSI se convirtiese en un partido aliado del Partido Comunista de la Unión Soviética, entrase en la Internacional Comunista y expulsase a los reformistas optando por una estrategia decididamente comunista, cosa que ocurrió parcialmente a partir de 1919, pues si bien los comunistas se escindieron para formar el Partido Comunista de Italia, la corriente de Turati fue expulsada en 1922, dando vida al Partido Socialista Unitario y dejando al PSI como un partido fundamentalmente maximalista. 
Después de que el partido fuese reconstituido tras la Segunda Guerra Mundial como Partido Socialista Italiano de Unidad Proletaria, la línea fue sobre todo heredera del viejo reformismo turatiano ya que los ex-maximalistas habían confluido casi todos en el PCI. De cara a las elecciones generales de 1948 en el PSI se esbozaron dos corrientes: los frentistas, favorables a la coalición con los comunistas y con la izquierda más revolucionaria; y los autonomistas, que reivindicaban la autonomía socialista respecto a la política de los comunistas y eran muy críticos en relación con la Unión Soviética e incluso al marxismo. Prevaleció la corriente frentista y fue creado el Frente Democrático Popular. Poco después, Pietro Nenni, que había sido uno de los promotores del FDP, se convirtió él mismo en jefe de la corriente autonomista vistos los malos resultados electorales de 1948. La línea del PSI giró entonces hacia una coalición con la Democracia Cristiana de Aldo Moro.
A partir de 1962, con la expulsión de la corriente entonces maximalista, que dio vida al PSIUP, la línea ideológica del PSI viró hacia una visión decididamente de centro-izquierda, abandonando completamente la idea de revolución por la socialdemocracia. En 1976, con el inicio de la secretaría de Craxi, el nuevo líder político autonomista y reformista marcó aún más, incluso gráficamente, la nueva orientación del PSI hacia el socialismo liberal, dejando al partido completamente autónomo del PCI y más marcadamente ligado al centro-izquierda socialdemócrata. 

## Estructura

### Direcciones colectivas
Las direcciones colectivas del PSI fueron las siguientes:
- Comité Central Provisional nombrado en el Congreso Obrero Italiano (Milán, 2 y 3 de agosto de 1891): Enrico Bertini, Silvio Cattaneo, Carlo Cremonesi, Giuseppe Croce, Costantino Lazzari, Antonio Maffi y Anna Maria Mozzoni.
- Comité Central elegido en el Congreso Constituyente del Partido de los Trabajadores Italianos (Génova, 14 y 15 de agosto de 1891): Enrico Bertini, Giuseppe Croce, Carlo Dell'Avalle, Annetta Ferla, Giuseppe Fossati, Costantino Lazzari e Antonio Maffi.
- Comisión Ejecutiva del Comité Central elegida en el Congreso de Reggio Emilia (1893) del Partido Socialista de los Trabajadores Italianos: Enrico Bertini, Carlo Dell'Avalle, Giuseppe Croce, Costantino Lazzari y Leopardi.
- Oficina Ejecutiva Central elegida en el Congreso clandestino de Parma (13 de enero de 1895) del Partido Socialista Italiano: Carlo Dell’Avalle (secretario), Enrico Bertini (tesorero), Costantino Lazzari y Dino Rondani.
- Comité Ejecutivo Central elegido en el IV Congreso del PSI (Florencia, julio de 1896): Carlo Dell’Avalle (secretario), Enrico Bertini, Garzia Cassola, Costantino Lazzari y Dino Rondani.
- Oficina Ejecutiva Central elegida en el Congreso de Bolonia (septiembre de 1897): Enrico Bertini, Carlo Dell’Avalle y Dino Rondani.
- Dirección elegida en el Congreso de Roma (septiembre de 1900): Cesare Alessandrini, Nicola Barbato, Giovanni Lerda, Arnaldo Lucci, Romeo Soldi, Alfredo Bertesi, Andrea Costa, Enrico Ferri, Rinaldo Rigola, Filippo Turati y Leonida Bissolati.
- Dirección elegida en el Congreso de Imola (1902): Alfredo Bertesi, Alessandro Bocconi, Pietro Chiesa, Andrea Costa, Enrico Ferri, Ernesto Cesare Longobardi, Romeo Soldi, Filippo Turati, Giuseppe Parpagnoli, Pozzani y Leonida Bissolati.
- Dirección elegida en el Congreso de Bolonia (abril de 1904): Giuseppe Croce, Paride Fabi, Eugenio Guarino, Giovanni Lerda, Ernesto Cesare Longobardi, Romeo Soldi; más Enrico Ferri (nuevo director del Avanti! desde el 11 de mayo de 1903) y Oddino Morgari en representación del Grupo Parlamentario.
- Comité Ejecutivo de la Dirección, compuesto por los miembros de la Dirección residentes en Roma, elegido en el Congreso de 1906: Adolfo Zerbini, Camillo Camerini, Luigi Colli, Alberto Paglierini, Billinovich, Francesco Paolini, Luigi Salvatori, Enrico Ferri y desde el 22 de febrero al 30 de septiembre de 1908 también Oddino Morgari.

### Secretarios políticos
El X Congreso del PSI (Florencia, 1908) instituyó la figura del secretario político (elegido por la Dirección), dirigente y representante del partido.
- Pompeo Ciotti (13 de febrero de 1909 – 10 de julio de 1912).
- Costantino Lazzari (10 de julio de 1912 – 11 de octubre de 1919), sustituido del 24 de enero al 16 de junio de 1918 por Oddino Morgari y posteriormente por Egidio Gennari y del 22 de marzo al 11 de octubre de 1919 por Arturo Vella.
- Nicola Bombacci (11 de octubre de 1919 – 25 de febrero de 1920).
- Egidio Gennari (25 de febrero de 1920 – 21 de enero de 1921).
- Giovanni Bacci (21 de enero – octubre de 1921).
- Domenico Fioritto (octubre de 1921 – abril de 1923).
- Tito Oro Nobili (abril de 1923 – abril de 1925).
- Olindo Vernocchi (25 de abril de 1925 – 5 de noviembre de 1926).
- Ugo Coccia (diciembre de 1926 – 15 de enero de 1928).
- Angélica Balabanoff (15 de enero de 1928 – 6 de marzo de 1930), desde el 17 de marzo de 1930 secretaria del Partido Socialista Italiano (maximalista).
- Pietro Nenni (17 de marzo – 20 de julio de 1930), secretario de la fracción fusionista.
- Ugo Coccia (20 de julio de 1930 – 23 de diciembre de 1932), secretario del PSI-IOS.[86]
- Pietro Nenni (18 de abril de 1933 – 28 de agosto de 1939).[87]
- Comité de Secretaría (2 de septiembre de 1939 – 1941; ocupación de Francia) compuesto por Oddino Morgari, Giuseppe Saragat y Angelo Tasca.
- Federación del Sudoeste, con Giovanni Faraboli como secretario (junio de 1940 – 23 de diciembre de 1941) y representante del PSI.
- Centro Exterior del PSI-IOS, con Ignazio Silone como secretario (23 de diciembre de 1941 – 16 de abril de 1944) y representante del PSI.
- Giuseppe Romita (20 de septiembre de 1942 – 22 de agosto de 1943).
- Pietro Nenni (22 de agosto de 1943 – 1 de agosto de 1945), secretario político del nuevo Partido Socialista Italiano de Unidad Proletaria (PSIUP).
- Sandro Pertini (1 de agosto – 22 de diciembre de 1945).
- Rodolfo Morandi (22 de diciembre de 1945 – 16 de abril de 1946).
- Ivan Matteo Lombardo (16 de abril de 1946 – 14 de enero de 1947).
- Lelio Basso (14 de enero de 1947 – 5 de julio de 1948).
- Alberto Jacometti (5 de julio de 1948 – 18 de mayo de 1949).
- Pietro Nenni (18 de mayo de 1949 – 10 de diciembre de 1963).
- Francesco De Martino (10 de diciembre de 1963 – 30 de octubre de 1966).
- Francesco De Martino y Mario Tanassi, co-secretarios (30 de octubre de 1966 – 9 de noviembre de 1968).
- Mauro Ferri (9 de noviembre de 1968 – 20 de mayo de 1969).
- Francesco de Martino (5 de julio de 1969 – 23 de abril de 1970).
- Giacomo Mancini (23 de abril de 1970 – 13 de marzo de 1971).
- Francesco De Martino (13 de marzo de 1971 – 15 de julio de 1976).
- Bettino Craxi (15 de julio de 1976 – 12 de febrero de 1993).
- Giorgio Benvenuto (13 de febrero – 22 de mayo de 1993).
- Ottaviano Del Turco (28 de mayo de 1993 – 16 de junio de 1994).
- Valdo Spini (coordinador nacional) (21 de junio – 20 de septiembre de 1994).
- Ottaviano Del Turco (21 de septiembre – 12 de noviembre de 1994).

## Simbología
La historia del PSI no puede prescindir de la iconografía socialista y su valor simbólico, que fue evolucionando con la misma. El sol naciente, que simbolizaba el sol del futuro y de esta manera el proyecto ideal como un futuro radiante, estuvo presente desde la primera propaganda y escritos socialistas, así como el clavel rojo, muy exhibido en los ojales de las chaquetas de muchos socialistas con ocasión de huelgas y manifestaciones.
Con ocasión de las elecciones generales del 16 de noviembre de 1919 en el símbolo del partido aparecieron la hoz y el martillo, prestados del símbolo de la República de los Soviets rusa, situados delante del sol del futuro e insertados en el interior de una corona de espigas. La escisión de Livorno de 1921 que dio nacimiento al Partido Comunista de Italia implicó una diversificación de la simbología. Los comunistas adoptaron el símbolo que desde 1919 era el del PSI y que todavía pertenece al Partido Comunista Internacionalista, heredero político de la izquierda comunista de Amadeo Bordiga que constituía la corriente mayoritaria del PCd’I tras la escisión del PSI. En cambio, en el símbolo de los socialistas apareció a partir de 1921 un libro abierto, para representar la cultura laica y racional, detrás de la hoz y el martillo. Las escisiones y recomposiciones sucesivas llevaron asimismo a las corrientes de inspiración reformista y socialdemócrata a utilizar en sus emblemas el sol naciente en solitario. 
Tras los años del fascismo, durante las elecciones a la Asamblea Constituyente de 1946, los elementos presentes en el símbolo eran la hoz y el martillo sobre el libro abierto, completados por el sol del futuro. En 1971 el símbolo que apareció en el carnet socialista fue diseñado por Sergio Ruffolo. Libro, hoz y martillo eran rodeados de la semiesfera del sol que surge, cuyos rayos ocupaban la parte central del círculo. Este símbolo fue utilizado durante siete años.
En 1978 fue aprobada en el Congreso de Turín la propuesta del secretario Bettino Craxi de añadir un clavel rojo al libro, la hoz y el martillo y el sol, que fueron empequeñecidos. El clavel rojo era un histórico símbolo socialista y por otro lado homenajeaba a la Revolución de los Claveles de Portugal del 25 de abril de 1974. En 1985 el clavel rojo suplantó a todos los demás elementos. En el nuevo símbolo diseñado por Filippo Panseca libro, sol, hoz y martillo desaparecieron y permaneció sólo el clavel. Tras la caída del Muro de Berlín y del comunismo soviético en 1990, la Ejecutiva del PSI decidió cambiar el nombre en el interior del símbolo. El diseñador Ettore Vitale sustituyó la inscripción Partido Socialista por la de Unidad Socialista, como auspicio para la recomposición de la escisión de Livorno bajo la sigla PSI. Con este símbolo el partido se presentó a las elecciones generales de 1992.
En 1993, la Asamblea Nacional del PSI del 16 de diciembre aprobó la propuesta del secretario Ottaviano Del Turco de sustituir en el símbolo el clavel rojo por una rosa roja, símbolo del Partido Socialista francés y de la Internacional Socialista. Con este símbolo, en el que el PSI perdió la expresión «Italiano», aunque en este caso para remarcar su pertenencia al Partido de los Socialistas Europeos y a la Internacional Socialista, el partido se presentó a las elecciones generales de 1994 y en coalición con Alianza Democrática a las elecciones europeas de 1994.

## Resultados electorales

### Elecciones generales
| Elecciones | Votos          | %     | Escaños | +/-                   | Gobierno              |
| --- | -------------- | ----- | ------- | --------------------- | --------------------- |
| Generales 1895 | 82.523 (#4)    | 6,76  | 15/508  |                       | Oposición             |
| Generales 1897 | 36.624 (#5)    | 2,95  | 15/508  | Sin cambios           | Oposición             |
| Generales 1900 | 97.368 (#3)    | 12,97 | 33/508  | 18                    | Oposición             |
| Generales 1904 | 108.510 (#2)   | 21,35 | 29/508  | 4                     | Oposición             |
| Generales 1909 | 170.000 (#2)   | 18,87 | 41/508  | 12                    | Oposición             |
| Generales 1913 | 902.809 (#2)   | 17,62 | 52/508  | 11                    | Oposición             |
| Generales 1919 | 1.834.792 (#1) | 32,28 | 156/508 | 104                   | Oposición             |
| Generales 1921 | 1.569.559 (#1) | 24,69 | 123/535 | 33                    | Oposición             |
| Generales 1924 | 341.528 (#4)   | 5,03  | 22/535  | 101                   | Oposición             |
| Generales 1946a | 4.758.129 (#2) | 20,68 | 115/556 |                       | Gobierno (1946-1947)  |
| Generales 1946a | 4.758.129 (#2) | 20,68 | 115/556 | Oposición (1947-1948) |                       |
| Generales 1948 b | 8.136.637 (#2) | 30,98 | 53/574  | 62                    | Oposición             |
| Generales 1953 | 3.441.305 (#3) | 12,70 | 75/590  | 22                    | Oposición             |
| Generales 1958 | 4.208.111 (#3) | 14,23 | 84/596  | 9                     | Oposición             |
| Generales 1963 | 4.257.300 (#3) | 13,84 | 87/630  | 3                     | Oposición (1963)      |
| Generales 1963 | 4.257.300 (#3) | 13,84 | 87/630  | 3                     | Gobierno (1963-1968)  |
| Generales 1968 c | 4.605.832 (#3) | 14,48 | 62/630  | 25                    | Gobierno (1968-1969)  |
| Generales 1968 c | 4.605.832 (#3) | 14,48 | 62/630  | 25                    | Oposición (1969-1970) |
| Generales 1968 c | 4.605.832 (#3) | 14,48 | 62/630  | 25                    | Gobierno (1969-1972)  |
| Generales 1968 c | 4.605.832 (#3) | 14,48 | 62/630  | 25                    | Oposición (1972)      |
| Generales 1972 | 3.210.427 (#3) | 9,61  | 61/630  | 1                     | Oposición (1972-1973) |
| Generales 1972 | 3.210.427 (#3) | 9,61  | 61/630  | 1                     | Gobierno (1973-1974)  |
| Generales 1972 | 3.210.427 (#3) | 9,61  | 61/630  | 1                     | Oposición (1974-1976) |
| Generales 1976 | 3.542.998 (#3) | 9,64  | 57/630  | 4                     | Oposición             |
| Generales 1979 | 3.596.802 (#3) | 9,81  | 62/630  | 5                     | Oposición (1979-1980) |
| Generales 1979 | 3.596.802 (#3) | 9,81  | 62/630  | 5                     | Gobierno (1980-1983)  |
| Generales 1983 | 4.223.362 (#3) | 11,44 | 73/630  | 11                    | Gobierno (1983-1987)  |
| Generales 1983 | 4.223.362 (#3) | 11,44 | 73/630  | 11                    | Oposición (1987)      |
| Generales 1987 | 5.505.690 (#3) | 14,27 | 94/630  | 21                    | Gobierno              |
| Generales 1992 | 5.343.930 (#3) | 13,62 | 92/630  | 2                     | Gobierno              |
| Generales 1994 e | 849.429 (#8)   | 2,19  | 15/630  | 77                    | Oposición             |
| a Lista Partido Socialista Italiano de Unidad Proletaria. b En el Frente Democrático Popular. c Lista PSI-PSDI Unificados. d No incluidos los votos obtenidos en las listas conjuntas con el PSDI y el PR (962.215, 2,97%, 9 escaños) ni con PSDI, PR y Federación de los Verdes (58.501, 0,18%, un escaño). e En la Alianza de los Progresistas en la cuota mayoritaria tanto a la Cámara como al Senado. |                |       |         |                       |                       |

| Senado de la República                                                                        |           |       |         |     |
| Año electoral                                                                                 | Votos     | %     | Escaños | +/– |
| 1948                                                                                          | 7.015.092 | 30,76 | 41/237  |     |
| 1953                                                                                          | 2.893.148 | 11,90 | 26/237  | 15  |
| 1958                                                                                          | 3.682.806 | 14,08 | 36/246  | 10  |
| 1963                                                                                          | 3.849.878 | 14,01 | 44/315  | 8   |
| 1968                                                                                          | 4.355.506 | 15,22 | 36/315  | 8   |
| 1972                                                                                          | 3.225.804 | 10,71 | 33/315  | 3   |
| 1976                                                                                          | 3.209.987 | 10,20 | 29/315  | 4   |
| 1979                                                                                          | 3.255.104 | 10,38 | 32/315  | 3   |
| 1983                                                                                          | 3.541.101 | 11,39 | 38/315  | 6   |
| 1987                                                                                          | 4.497.672 | 10,91 | 45/315  | 7   |
| 1992                                                                                          | 4.513.354 | 13,57 | 49/315  | 4   |
| Generales 1994 e                                                                              | –         | –     | 6/315   | 43  |
| e En la Alianza de los Progresistas en la cuota mayoritaria tanto a la Cámara como al Senado. |           |       |         |     |

### Elecciones al Parlamento Europeo
| Parlamento Europeo         |                 |                |       |         |             |
| Año electoral              | Año electoral   | Votos          | %     | Escaños | +/–         |
| Europeas 1979              | Europeas 1979   | 3.858.295 (#3) | 11,03 | 9/81    |             |
| Europeas 1984              | Europeas 1984   | 3.932.812 (#3) | 11,20 | 9/81    | Sin cambios |
| Europeas 1989              | Europeas 1989   | 5.154.515 (#3) | 14,80 | 12/81   | 3           |
| Europeas 1994 f            | Europeas 1994 f | 600.106 (#10)  | 1,84  | 2/87    | 10          |
| f Con Alianza Democrática. |                 |                |       |         |             |

## Congresos de 1872 a 1892

### Federación Italiana de la Asociación Internacional de Trabajadores
- I Congreso, Rímini, 4-6 de agosto de 1872.
- II Congreso, Bolonia, 15-17 de marzo de 1873.
- III Congreso, Florencia-Tosi, 21-22 de octubre de 1876.
- IV Congreso, Pisa, 11 de abril de 1878.

### Federación de la Internacional de la Alta Italia
- I Congreso, octubre de 1876.
- II Congreso, Milán, 25-26 de septiembre de 1877.
- III Congreso, Chiasso, 5-6 de diciembre de 1880.

### Partido Socialista Revolucionario
- I Congreso, Rímini, agosto de 1881.
- II Congreso, Rávena, 5-6 de agosto de 1883.
- III Congreso, Forlì, 20 de julio de 1884: PSRI.
- IV Congreso, Mantua, 25 de abril de 1886.
- V Congreso, Rávena, 19 de octubre de 1890.

### Confederación Obrera Lombarda
- I Congreso, Milán, 25-26 de septiembre de 1881.
- II Congreso, Como, 1 de octubre de 1882.
- III Congreso, Varese, 16-17 de septiembre de 1883.
- IV Congreso, Milán, 2-3 de febrero de 1884.
- V Congreso, Brescia, 4-5 de enero de 1885.
- VI Congreso, Mantua, 6-7 de diciembre de 1885: unificación con el POI.

### Partido Obrero Italiano
- I Congreso, Milán, 12 de abril y 3 de mayo de 1885.
- II Congreso, Mantua, 6-7 de diciembre de 1885.
- III Congreso, Pavía, 18-19 de septiembre de 1887.
- IV Congreso, Bolonia, 8-10 de septiembre de 1888.
- V Congreso, Milán, 1-2 de noviembre de 1890.
- Congreso de Sociedades Obreras, Milán, 2-9 de agosto de 1891 (Comité Central Provisional compuesto por Bertini, Cattaneo, Cremonesi, Lazzari, Maffi y Anna Maria Mozzoni).

## Congresos de 1892 a 1994
- (VI Congreso del POI) I Congreso – Génova, 14-15 de agosto de 1892.
  - Es fundado un nuevo partido denominado Partido de los Trabajadores Italianos, que une a diversas asociaciones y a dos partidos nacidos pocos años antes (Partido Obrero Italiano y Liga Socialista Milanesa), asumiendo las ideas socialistas como base.
- II Congreso – Reggio Emilia, 8-10 de septiembre de 1893.
  - El partido cambia su denominación por la de Partido Socialista de los Trabajadores Italianos.
- III Congreso – Parma, 13 de enero de 1895.
  - Celebrado en la clandestinidad a causa de la disolución por decreto emitido por Francesci Crispi, el partido asume la denominación de Partido Socialista Italiano.
- IV Congreso – Florencia, 11-13 de julio de 1896.
  - El 25 de diciembre de 1896 nace Avanti!, el periódico socialista.
- V Congreso – Bolonia, 18-20 de septiembre de 1897.
- VI Congreso – Roma, 8-11 de septiembre de 1900.
  - Formación de una corriente del socialismo reformista en el interior del partido.
- VII Congreso – Imola, 6-9 de septiembre de 1902.
  - Il Tempo de Milán se convierte en el periódico de la corriente socialista reformista.
- VIII Congreso – Bolonia, 8-11 de abril de 1904.
  - Prevalecen las posiciones intransigentes y revolucionarias del partido.
- IX Congreso – Roma, 7-10 de octubre de 1906.
  - Prevalecen las posiciones integralistas del partito.
- X Congreso – Florencia, 19-22 de septiembre de 1908.
  - Prevalecen las posiciones integralistas y reformistas del partido. Es proclamada la incompatibilidad del sindicalismo revolucionario con el partido. Es instituida la figura del secretario político. El 13 de febrero de 1909 es nombrado secretario Pompeo Ciotti.
- XI Congreso – Milán, 21-25 de octubre de 1910.
  - Prevalecen las posiciones reformistas del partido. Es confirmado como secretario Pompeo Ciotti.
- XII Congreso (extraordinario) – Módena, 15-18 de octubre de 1911.
  - Prevalecen las posiciones reformistas del partido. Es confirmado como secretario Pompeo Ciotti.
- XIII Congreso – Reggio Emilia, 7-10 de julio de 1912.
  - Prevalecen las posiciones revolucionarias del partido. Son expulsados algunos representantes de la corriente reformista (Ivanoe Bonomi, Leonida Bissolati, Angiolo Cabrini y Guido Podrecca) que fundarán el Partido Socialista Reformista Italiano. Es nombrado secretario Costantino Lazzari.
- XIV Congreso – Ancona, 26-29 de abril de 1914.
  - Prevalecen las posiciones revolucionarias del partido. Es sancionada la incompatibilidad entre la afiliación a la masonería y al PSI. Costantino Lazzari es confirmado como secretario. Benito Mussolini es confirmado como director del Avanti!.
  - En 1914 el PSI declara su oposición a la Primera Guerra Mundial. Mussolini es expulsado del partido por su postura intervencionista. Le sustituye en la dirección del Avanti! Giacinto Menotti Serrati.
  - El 24 de enero de 1918 es nombrado secretario Egidio Gennari.
- XV Congreso – Roma, 1-5 de septiembre de 1918.
  - Prevalecen las posiciones maximalistas del partido vinculadas al marxismo.
  - El 20 de noviembre de 1918 es nombrado secretario Costantino Lazzari.
  - El 22 de marzo de 1919 es sustituido por Arturo Vella.
- XVI Congreso – Bolonia, 5-8 de octubre de 1919.
  - Prevalecen las posiciones maximalistas del partido. Aprobación de un nuevo programa político sobre la base de la Revolución de Octubre en Rusia y del éxito electoral en Italia.
  - Lucha y conquista de la jornada laboral de ocho horas.
  - El 11 de octubre de 1919 es nombrado secretario Nicola Bombacci.
  - El 25 de febrero de 1920 es nombrado secretario Egidio Gennari.
- XVII Congreso – Livorno, 15-21 de enero de 1921.
  - El congreso se abre con fuertes debates sobre la línea estratégica y programática.
  - La corriente revolucionaria se escinde para formar el Partido Comunista de Italia.
  - Es nombrado secretario Giovanni Bacci.
- XVIII Congreso – Milán, 10-15 de octubre de 1921.
  - Es nombrado secretario Domenico Fioritto.
- XIX Congreso – Roma, 1-4 de octubre de 1922.
  - El congreso se abre con fuertes debates sobre la línea estratégica y programática.
  - Es expulsada la corriente reformista del movimiento (Filippo Turati, Claudio Treves y Camillo Prampolini) que funda el Partido Socialista Unitario (PSU).
  - Es confirmado como secretario Domenico Fioritto.
- XX Congreso – Milán, 15-17 de abril de 1923.
  - Es nombrado secretario Tito Oro Nobili.
  - La corriente fusionista de Giacinto Menotti Serrati abandona el partido y confluye en el Partido Comunista de Italia.
  - En marzo de 1925 es nombrado secretario Olindo Vernocchi.
  - Tras la promulgación de las leyes de excepción fascistas de marzo de 1926 el partido y el Avanti! son disueltos y declarados fuera de la ley. Para evitar la violencia fascista y la cárcel o el confinamiento los principales representantes del PSI son obligados a exiliarse.
  - El partido es reconstituido en el exilio de París y Ugo Coccia se convierte en secretario.
- XXI Congreso – en el exilio en París, 19-20 de julio de 1930.
  - El Partido Socialista Unitario de los Trabajadores Italianos (ex-PSU) de Turati y Treves se reunifica con la mayoría fusionista del PSI liderada por Pietro Nenni, dando vida al Partido Socialista Italiano-Sección de la Internacional Obrera y Socialista. El Nuovo Avanti, cuyo director es Pietro Nenni, se convierte en el órgano oficial de prensa del partido.
  - Ugo Coccia es confirmado como secretario.
  - La minoritaria corriente maximalista permanece como propietaria del nombre del partido y de la cabecera del Avanti!, con Angélica Balabanoff como directora y secretaria del partido.
- XXII Congreso – en el exilio en Marsella, 17-18 de abril de 1933.
  - Pietro Nenni es nombrado secretario.
  - En agosto de 1934 Nenni suscribe un pacto de unidad de acción con el PCd’I.
  - En el verano de 1934 Rodolfo Morandi, Lelio Basso, Lucio Mario Luzzatto, Bruno Maffi y otros constituyen en Milán el Centro Interior Socialista, organismo clandestino de relación de los socialistas en Italia, al que en 1935 se adhiere Eugenio Colorni, que en abril de 1937 se convierte de facto en su responsable tras las detenciones de Luzzatto y Morandi.
- XXIII Congreso – en el exilio en París, 26-28 de junio de 1937.
  - Pietro Nenni es confirmado como secretario.
  - El 28 de agosto de 1939 Nenni es sustituido por una secretaría colegiada compuesta por Giuseppe Saragat, Oddino Morgari y Angelo Tasca.
  - El 22 de julio de 1942 Olindo Vernocchi, Oreste Lizzadri, Giuseppe Romita, Nicola Perrotti y Emilio Canevari refundan en Roma el PSI clandestino del centro y el sur de Italia. Es nombrado secretario Giuseppe Romita.
  - El 22 de agosto de 1943, en Roma, Pietro Nenni es nombrado secretario del PSIUP.
  - El 1 de agosto de 1945 es nombrado secretario Sandro Pertini, que el 4 de diciembre de ese año es sustituido por Rodolfo Morandi.
- XXIV Congreso – Florencia, 11-17 de abril de 1946.
  - Es nombrado secretario Ivan Matteo Lombardo.
- XXV Congreso – Roma, 9-13 de enero de 1947, primer congreso del PSIUP y de los socialistas en la Italia republicana. 
  - El congreso concluye con la escisión de la corriente reformista de Giuseppe Saragat que funda el Partido Socialista de los Trabajadores Italianos, que asumirá posteriormente el nombre de Partido Socialista Democrático Italiano. Confluencia en el PSI de la izquierda liberalsocialista mayoritaria del Partido de Acción (21 de octubre de 1947), mientras la derecha liberaldemocrática confluye en el PRI. Lelio Basso es elegido secretario.
- XXVI Congreso – Roma, 19-22 de enero de 1948.
  - El congreso se expresa de manera favorable a la propuesta de Nenni de conformar listas unitarias con el PCI para las elecciones generales de 1948 pese al voto contrario de la moción apoyada por Pertini. Lelio Basso es confirmado como secretario.
- XXVII Congreso – Génova, 27 de junio-1 de julio de 1948.
  - La derrota del Frente Popular en los comicios lleva a la victoria en el congreso de la corriente autonomista de Alberto Jacometti, Riccardo Lombardi, Vittorio Foa y Fernando Santi. Alberto Jacometti es elegido secretario mientras Lombardi es nombrado director del Avanti!.
- XXVIII Congreso – Florencia, 11-16 de mayo de 1949.
  - El congreso concluye con una derrota de la saliente Dirección autonomista y con la victoria del ala izquierda de Nenni y Rodolfo Morandi con el 51% de los votos. La derecha de Giuseppe Romita se escinde del partido el 21 de mayo. Escisión (noviembre de 1949) del PSU, que confluye en el PSDI (PSLI + PSU). Nenni es elegido secretario, Morandi vicesecretario y como director del Avanti! es nombrado Pertini.
- XXIX Congreso – Bolonia, 17-20 de enero de 1951.
- XXX Congreso – Milán, 8-11 de enero de 1953.
- XXXI Congreso – Turín, 31 de marzo-3 de abril de 1955.
- XXXII Congreso – Venecia, 6-10 de febrero de 1957.
- XXXIII Congreso – Nápoles, 15-18 de enero de 1959. Confluencia en el PSI del MUIS (Movimiento Unidad y Autonomía Socialista).
- XXXIV Congreso – Milán, 16-18 de marzo de 1961.
- XXXV Congreso – Roma, 25-29 de octubre de 1963. Escisión (12 de enero de 1964) de la izquierda fusionista-filocomunista, que funda el PSIUP (secretarios: Vechietti Tullio, Valori/1971).
- XXXVI Congreso – Roma, 10-14 de noviembre de 1965.
- XXXVII Congreso – Roma, 27-29 de octubre de 1966. Constituyente Socialista (30 de octubre), que funda el PSU (PSI + PSDI).
- XXXVIII Congreso – Roma, 23-28 de octubre de 1968. El PSU asume el nombre de PSI-SIS. El 5 de julio de 1969 la corriente PSDI pone fin a la unidad socialista.
- XXXIX Congreso – Génova, 9-14 de noviembre de 1972. Disolución (12 de julio) del PSIUP: el centro mayoritario confluye en el PCI, la derecha minoritaria vuelve al PSI y la izquierda minoritaria funda el PUP, que con Il Manifesto, nacido en 1969 de una escisión del PCI, da vida al PdUP (septiembre de 1974, confluido en noviembre de 1984 en el PCI; secretario: Magri), cuya minoría, escindida en febrero de 1977, da vida a DP (abril de 1978, confluida en el futuro PRC; secretarios Capanna M., Russo Spena, Vinci).
- XL Congreso – Roma, 3-7 de marzo de 1976.
- XLI Congreso – Turín, 29 de marzo-2 de abril de 1978.
  - El congreso debate el Proyecto Socialista. Craxi es confirmado como secretario con el 65% de los votos de los delegados.
  - El partido se distancia del llamado frente de la firmeza, por la búsqueda de una solución humanitaria que pueda salvar la vida del estadista democristiano Aldo Moro, secuestrado por las Brigadas Rojas.
  - Sandro Pertini es elegido presidente de la República, el primer socialista en el Quirinal.
- XLII Congreso – Palermo, 22-26 de abril de 1981.
  - El congreso se abre en el nombre de Pietro Nenni, fallecido el año anterior. Craxi es confirmado como secretario.
- XLIII Congreso – Verona, 11-15 de mayo de 1984.
  - El congreso debate sobre las primeras realizaciones del primer gobierno de liderazgo socialista. Craxi es confirmado como secretario por aclamación.
- XLIV Congreso – Rímini, 31 de marzo-5 de abril de 1987.
  - Craxi es confirmado como secretario.
- XLV Congreso – Milán, 13-16 de mayo de 1989.
  - Craxi es confirmado como secretario.
- XLVI Congreso – Bari, 27-30 de junio de 1991.
  - Congreso extraordinario. Craxi es confirmado como secretario.
- XLVII Congreso – Roma, 11-12 de noviembre de 1994.
  - El partido es puesto en liquidación y Michele Zoppo es nombrado comisario liquidador.
  - De sus cenizas nacen los Socialistas Italianos de Enrico Boselli y el Partido Socialista Reformista de Enrico Manca y Fabrizio Cicchitto.

## Militantes

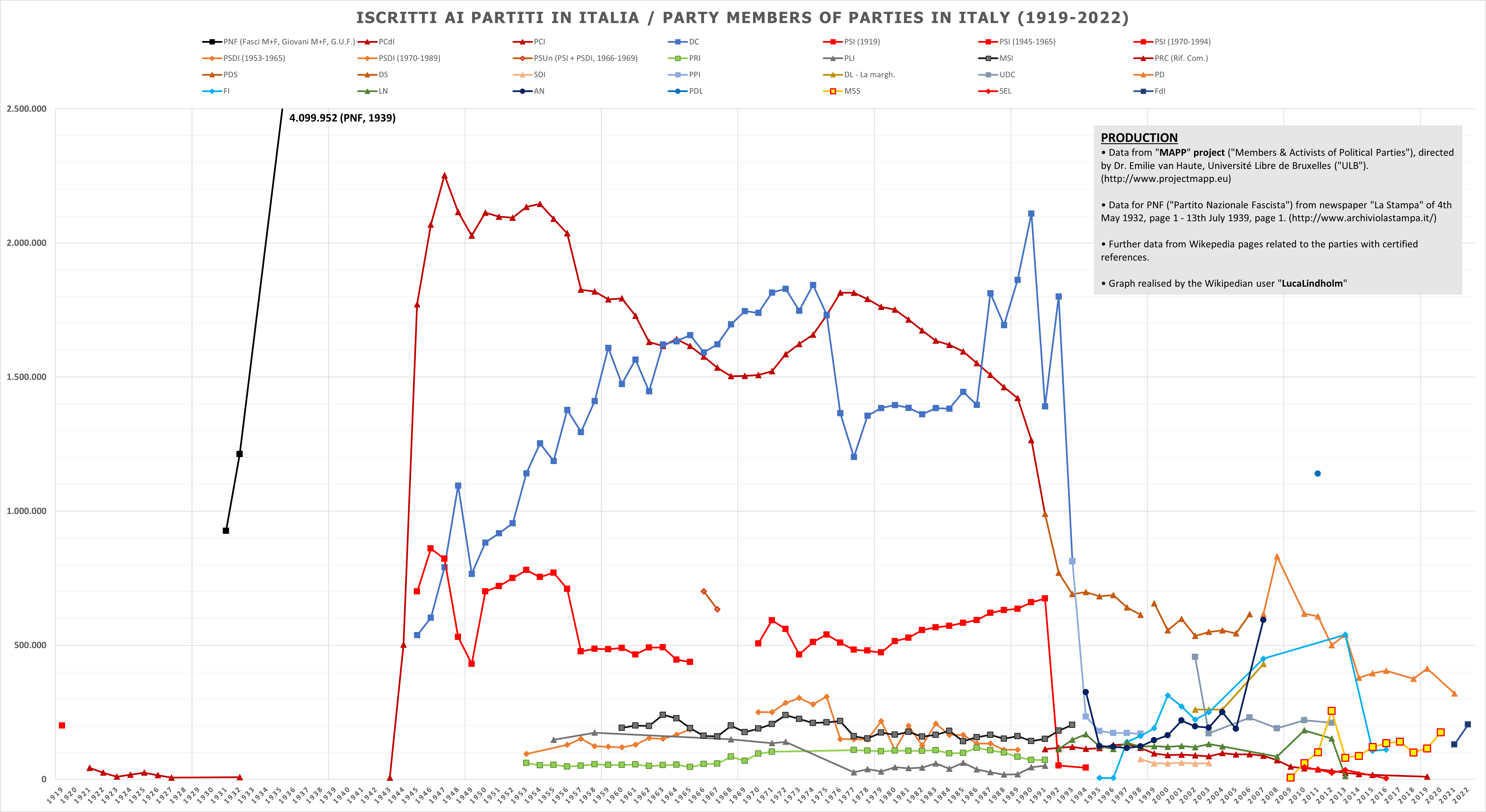
Evolución histórica de los militantes de la DC, el PCI y el PSI.

- 1919 – más de 200.000
- 1945 – 700.000
- 1946 – 860.300
- 1947 – 822.000
- 1948 – 531.031
- 1949 – 430.258
- 1950 – 700.000
- 1951 – 720.000
- 1952 – 750.000
- 1953 – 780.000
- 1954 – 754.000
- 1955 – 770.000
- 1956 – 710.000
- 1957 – 477.000
- 1958 – 486.652
- 1959 – 484.652
- 1960 – 489.837
- 1961 – 465.259
- 1962 – 491.216
- 1963 – 491.676
- 1964 – 446.250
- 1965 – 437.458
- 1966 – 700.964[90]
- 1967 – 633.573[90]
- 1968 – —
- 1969 – —
- 1970 – 506.533
- 1971 – 592.586
- 1972 – 560.187
- 1973 – 465.183
- 1974 – 511.741
- 1975 – 539.339
- 1976 – 509.388
- 1977 – 482.916
- 1978 – 479.769
- 1979 – 472.544
- 1980 – 514.918
- 1981 – 527.460
- 1982 – 555.956
- 1983 – 566.612
- 1984 – 571.821
- 1985 – 583.282
- 1986 – 593.231
- 1987 – 620.557
- 1988 – 630.692
- 1989 – 635.504
- 1990 – 660.195
- 1991 – 674.057
- 1992 – 51.224
- 1993 – —
- 1994 – 43.052

## En las instituciones

### Gobierno

#### Reino de Italia
- Gobierno Badoglio II (24 de abril – 8 de junio de 1944)
- Gobierno Bonomi II (18 de junio – 25 de noviembre de 1944)
- Gobierno Bonomi III (12 de diciembre de 1944 – 12 de junio de 1945)
- Gobierno Parri (21 de junio – 24 de noviembre de 1945)
- Gobierno De Gasperi I (10 de diciembre de 1945 – 1 de julio de 1946)

#### República Italiana
- Gobierno De Gasperi II (14 de julio de 1946 – 20 de enero de 1947)
- Gobierno De Gasperi III (2 de febrero – 13 de mayo de 1947)
- Gobierno Moro I (5 de diciembre de 1963 – 26 de junio de 1964)
- Gobierno Moro II (23 de julio de 1964 – 21 de enero de 1966)
- Gobierno Moro III (24 de febrero de 1966 – 5 de junio de 1968)
- Gobierno Rumor I (13 de diciembre de 1968 – 5 de julio de 1969)
- Gobierno Rumor III (28 de marzo – 6 de julio de 1970)
- Gobierno Colombo (6 de agosto de 1970 – 15 de enero de 1972)
- Gobierno Rumor IV (8 de julio de 1973 – 2 de marzo de 1974)
- Gobierno Rumor V (14 de marzo – 3 de octubre de 1974)
- Gobierno Cossiga II (4 de abril – 28 de septiembre de 1980)
- Gobierno Forlani (18 de octubre de 1980 – 26 de mayo de 1981)
- Gobierno Spadolini I (28 de junio de 1981 – 7 de agosto de 1982)
- Gobierno Spadolini II (23 de agosto – 13 de noviembre de 1982)
- Gobierno Fanfani V (1 de diciembre de 1982 – 29 de abril de 1983)
- Gobierno Craxi I (4 de agosto de 1983 – 27 de junio de 1986)
- Gobierno Craxi II (1 de agosto de 1986 – 3 de marzo de 1987)
- Gobierno Goria (29 de julio de 1987 – 11 de marzo de 1988)
- Gobierno De Mita (13 de abril de 1988 – 19 de mayo de 1989)
- Gobierno Andreotti VI (23 de julio de 1989 – 29 de marzo de 1991)
- Gobierno Andreotti VII (12 de abril de 1991 – 24 de abril de 1992)
- Gobierno Amato I (28 de junio de 1992 – 22 de abril de 1993)
- Gobierno Ciampi (29 de abril de 1993 – 13 de enero de 1994)

### Presidentes de la República
- Sandro Pertini (9 de julio de 1978 – 29 de junio de 1985)

### Presidentes de la Cámara de Diputados
- Sandro Pertini (5 de junio de 1968 – 4 de julio de 1976)

### Presidentes del Consejo de Ministros
- Bettino Craxi (4 de agosto de 1983 – 27 de junio de 1986 y 1 de agosto de 1986 – 3 de marzo de 1987)
- Giuliano Amato (28 de junio de 1992 – 22 de abril de 1993)

## Periódicos y revistas
- Avanti!
- Avanti! della domenica
- Avanti Europa
- Azione Socialista
- Critica Sociale
- Mondoperaio
- Il compagno

### Artículos
- Oreste Massari, «Le trasformazioni nella leadership del PSI: la Direzione e i suoi membri 1976-1986», Rivista Italiana di Scienza Politica, 3 (1987), pp. 399-432, publicado de nuevo en «Changes in the PSI’s leadership: The National Executive Committee and its Membership 1976-1987», European Journal of Political Research, 3 (1989), pp. 563-582.
- Luciano Pellicani y Bettino Craxi, «Il Vangelo socialista. Craxi e Berlinguer 30 anni fa», DorinoPiras.it, 26 de agosto de 2008.
- Ferdinando Leonzio, «Segretari e leader del socialismo italiano», Domani Socialista, 25 de octubre de 2016.
- Raphael Zariski, «The Italian Socialist Party: A Case Study in Factional Conflict'», The American Political Science Review, vol. 56, n. 2 (junio de 1962), pp. 372-390.